# Michel (archange)
Pour les articles homonymes, voir Saint Michel, Saint-Michel et Michel.
Michel ou Michael ou Michaël, est un ange majeur (avec Gabriel et Raphaël notamment) dans les trois religions monothéistes abrahamiques que sont le judaïsme, le christianisme (dont le  catholicisme et l’orthodoxie) et l'islam.
Chef de la milice céleste des anges du Bien, il est principalement représenté au moment de la fin des temps (Apocalypse / fondation du Royaume de Dieu) en chevalier ailé sauroctone, qui terrasse le diable durant la guerre des anges, et avec la balance de la Pesée des âmes du Jour du jugement, juge et guide du salut des âmes pour l'Enfer ou le Paradis (allégorie symbolique de la victoire finale du Bien sur le Mal).
Il est désigné comme saint par l'Église orthodoxe et l'Église catholique et figure donc au calendrier. Il est principalement fêté les 29 septembre (catholiques), 8 novembre (catholiques orientaux et orthodoxes) et 21 novembre (orthodoxes serbes), mais aussi les 8 mai (calendrier tridentin), 6 septembre (orthodoxes : miracle à Colosses), 16 octobre (dédicace de la basilique du Mont-Saint-Michel) et le troisième dimanche de Pâques (deuxième dimanche après Pâques).
Il est le saint patron de la Normandie et de la France (ordre de Saint-Michel, avec également la Sainte Vierge dans son Assomption à partir de 1638 selon le vœu de Louis XIII) ; il est aussi le saint patron de l'Allemagne (avec saint Boniface de Mayence), de la Belgique (après saint Joseph), des paras commandos belge ainsi que de Bruxelles (il se retrouve d’ailleurs sur son blason) et, depuis avril 2017, de la Cité du Vatican (avec saint Joseph), selon la consécration du pape François et selon le vœu du pape émérite Benoît XVI.

## Origines

### Étymologie

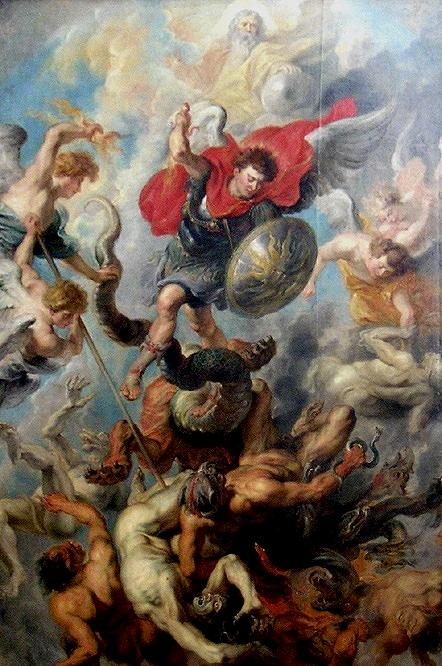
Ange déchu (guerre des anges), par Pierre Paul Rubens, 1619, Alte Pinakothek de Munich.

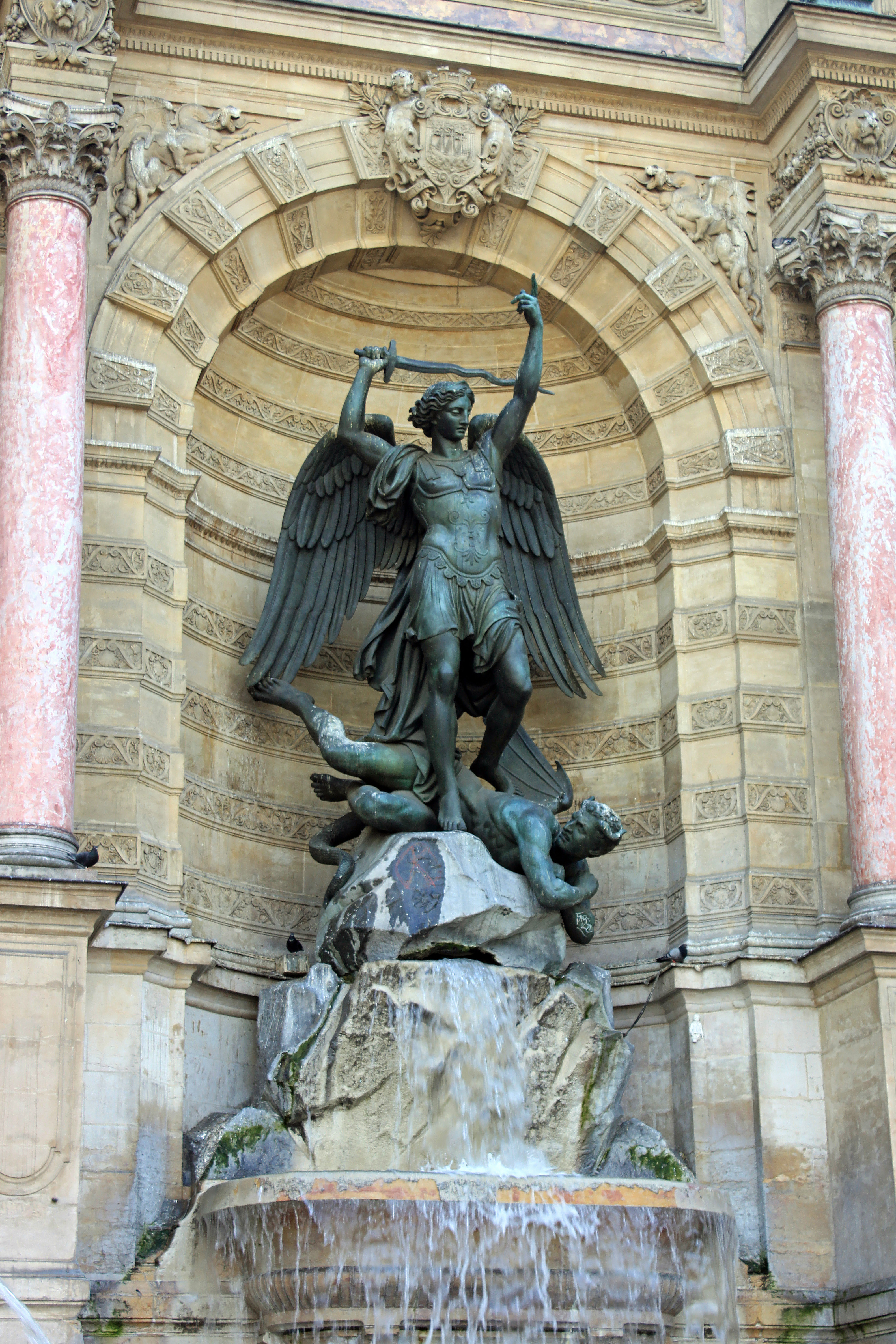
Saint Michel terrassant le Démon (guerre des anges), fontaine Saint-Michel, place Saint-Michel,, par Francisque Duret, 1860.

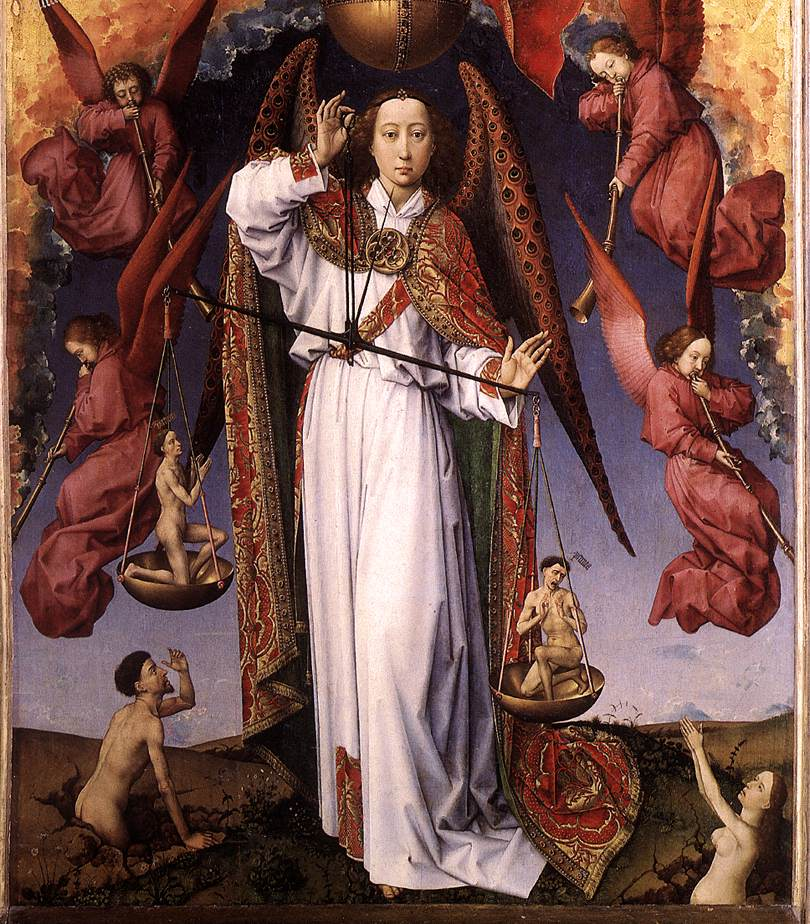
Pesée des âmes, détail de l'œuvre Le Jugement dernier de Rogier van der Weyden, Hospices de Beaune, v. 1450.

Michel est une créature spirituelle de la religion abrahamique (judaïsme, christianisme, islam). Son nom vient de l'hébreu : מיכאל, Mîkhâ'êl (étymologiquement Mi, Cha « qui est semblable », et El « Clarté, Lumière, Lumineux, Dieu », Élohim), signifiant « Qui est comme Dieu ? », Quis ut Deus ? en latin.
Saint Michel est appelé « l’archange » ou ange en chef dans la Bible. Il est aussi appelé : Prince des Archanges, Archange du Premier Rayon, Défenseur de la Foi, Prince de tous les anges du Bien, chef des forces du ciel, de la milice céleste, champion du Bien.

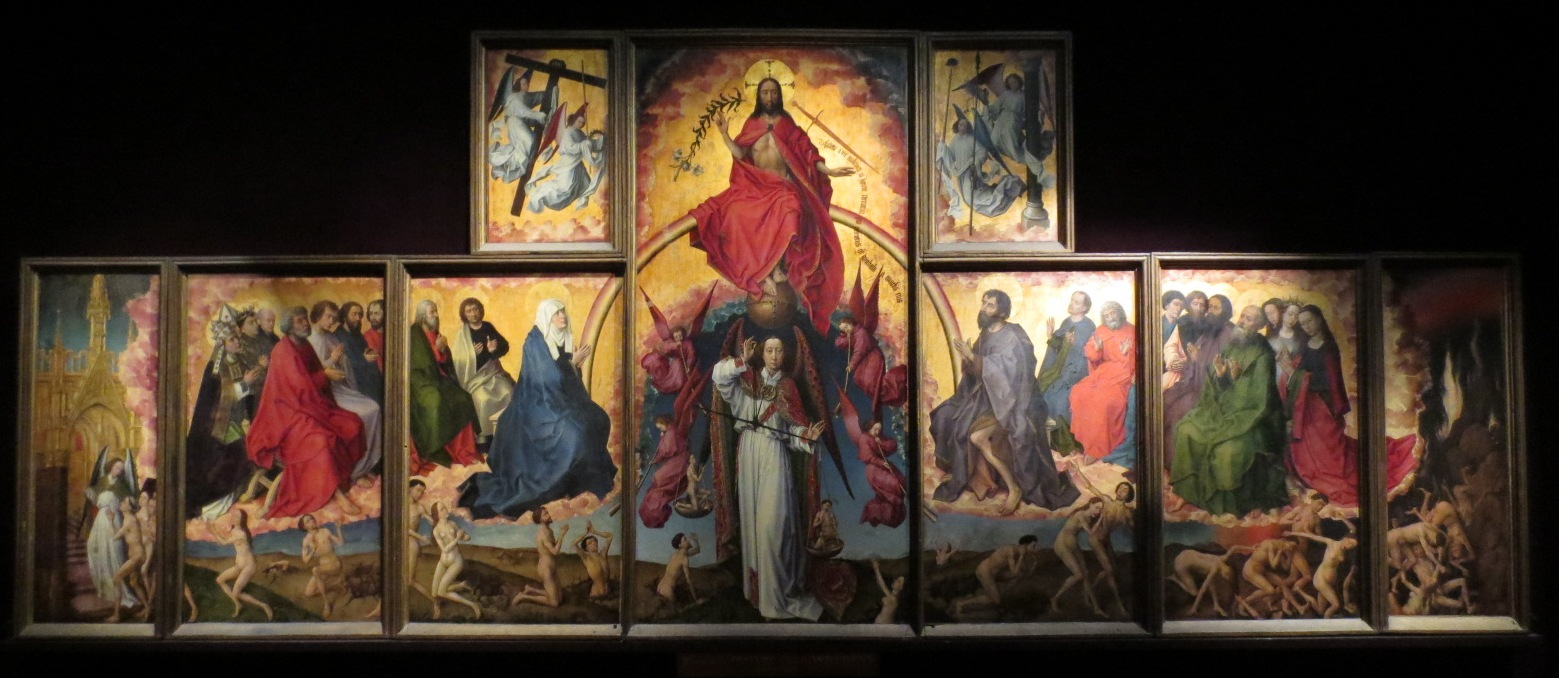
Le Jugement dernier de Rogier van der Weyden, Hospices de Beaune, v. 1450.

Il terrasse entre autres Lucifer (le diable, Satan, personnification du mal) durant la guerre des anges au moment de la fin des temps / Apocalypse, puis juge le salut des âmes au Jour du jugement, par la Pesée des âmes, et psychopompe des élus au Paradis (allégorie de la victoire finale du Bien (religion), sur le mal)[réf. nécessaire].

### Saint Michel dans l'Ancien Testament
Il apparaît de nombreuses fois dans la Bible. Dans l'Ancien Testament, il est vu quand Dieu s'adresse aux hommes et est envoyé, messager, porteur de la Nouvelle. Il y est désigné « comme le protecteur attitré du peuple hébreu » (Dan 10,21 ; 12,1).
Dans le livre de Daniel, l'Ange Gabriel apparaît au prophète Daniel (Dan 10,13-21) pour lui expliquer ses visions et lui révèle également qu'il était en train de combattre avant de lui venir en aide. Durant ce combat, Gabriel rencontra une forte opposition de la part du Roi des Perses et il fallut l'intervention de Michel en personne pour que Gabriel prenne le dessus.
Dieu et Gabriel révèlent en Daniel 12:1 à ce dernier une vision de la fin des temps où l'archange Michel se lèvera afin de relever les morts, certains pour une résurrection de vie (paradis) et d'autres pour une résurrection d'opprobre et de mort pour des temps indéfinis.

### Saint Michel dans le Nouveau Testament
Il entre en conflit avec le diable dans l'épître de Jude (v. 9) au sujet du corps de Moïse.
L'apôtre Paul, dans la Première épître aux Thessaloniciens (1Th4:16), écrit que Jésus redescendra du ciel « au signal donné par la voix de l'archange ».
Dans les visions grandioses de saint Jean au livre de l'Apocalypse (Ap 12,7ss), il terrasse le dragon  (symbole de Satan), et l'expulse du Paradis, en lui disant « Mi cha el », c'est-à-dire « Quis ut Deus ? » en latin, « Qui est (semblable à) Dieu ? » (en référence à l'orgueil de Lucifer/Satan qui voulait prendre la place de Dieu).
Pour les chrétiens de la plupart des Églises occidentales et orientales, l'archange saint Michel est invoqué pour obtenir une protection contre les démons ou pour s'en délivrer (Exorcisme de saint Michel composé par Léon XIII). Les Protestants croient en l'existence des anges mais refusent qu'un culte leur soit voué par référence à l'Apocalypse (22, 9) où l'ange qui révèle à Jean sa vision interdit de le faire.

### L'ange Michel dans les Livres apocryphes de la Bible
Dans les livres non retenus dans le canon, Michel est le gardien du jardin d'Éden, ce qui lui vaut au Moyen Âge occidental d'être considéré comme le « Prévôt du paradis ». Il y est désigné aussi comme le « protecteur des âmes défuntes et leur introducteur dans le paradis ». Cette fonction de « convoyeur des âmes » ou psychopompe, est à l'origine de nombreuses dédicaces à saint Michel de cimetières, chapelles funéraires ou confréries de charité se chargeant des funérailles de fidèles.

### L'ange Michel dans la tradition juive
Dans l’apocalyptique juive, Michel est l'un des anges protecteurs d'Israël, sur les plans militaire et judiciaire. Sa figure apparaît aussi en tant que commandant en chef des armées célestes, gardien des portes du paradis, grand prêtre dans le sanctuaire céleste et chef de tous les anges. Avec Gabriel, Raphaël et Uriel, il se tient debout devant le trône divin. C'est lui qui guérit Abraham, malade, et qui lui annonce que Sarah lui donnera un fils. Chaque ange a une mission spécifique et celle de Michel est d'exprimer la bonté de Dieu.

### L'ange Michel dans l'islam
En islam, l'ange « Mikaïl », « Mika'îl » ou « Mikâl » (en arabe : ميكائيل ou ميكال) apparaît une seule fois dans le Coran, à la sourate II, verset 98, où il est mentionné en présence de l'ange Gabriel/Djibril en compagnie duquel il participe à la pesée des actions. Mikaïl apparaît également avec Djibril au moment de la purification des cœurs et à la Bataille de Badr. Dans une tradition musulmane tardive, il se voit confier par Dieu la mission de raviver chez les hommes la mémoire des événements passés.
C'est un ange aimé de Dieu, mais ses attributions ne sont pas claires et la tradition lui attribue différents pouvoirs et actions. Pour Al-Qazwini, Mikaïl dispense la bonté et dirige la croissance des créatures vers la perfection. Dans certaines traditions musulmanes, Michaël contrôle la pluie, le vent et accorde aux créatures vivantes — et particulièrement à l'humanité, croyante ou non — la bonne fortune, la nourriture ou encore la connaissance ; d'une manière générale, tout ce qui est utile à nourrir la vie est sous sa responsabilité. Pour d'autres, Mikaïl est le chef des anges du 6e ciel et l'un des porteurs du Trône divin. D'autres encore l'identifient également, en compagnie de Gabriel/Djibril et Azraël/Izrail, à un des trois anges qui, sous forme de beaux jeunes gens, rendent visite à Ibrahim et Lût.

### Apparitions

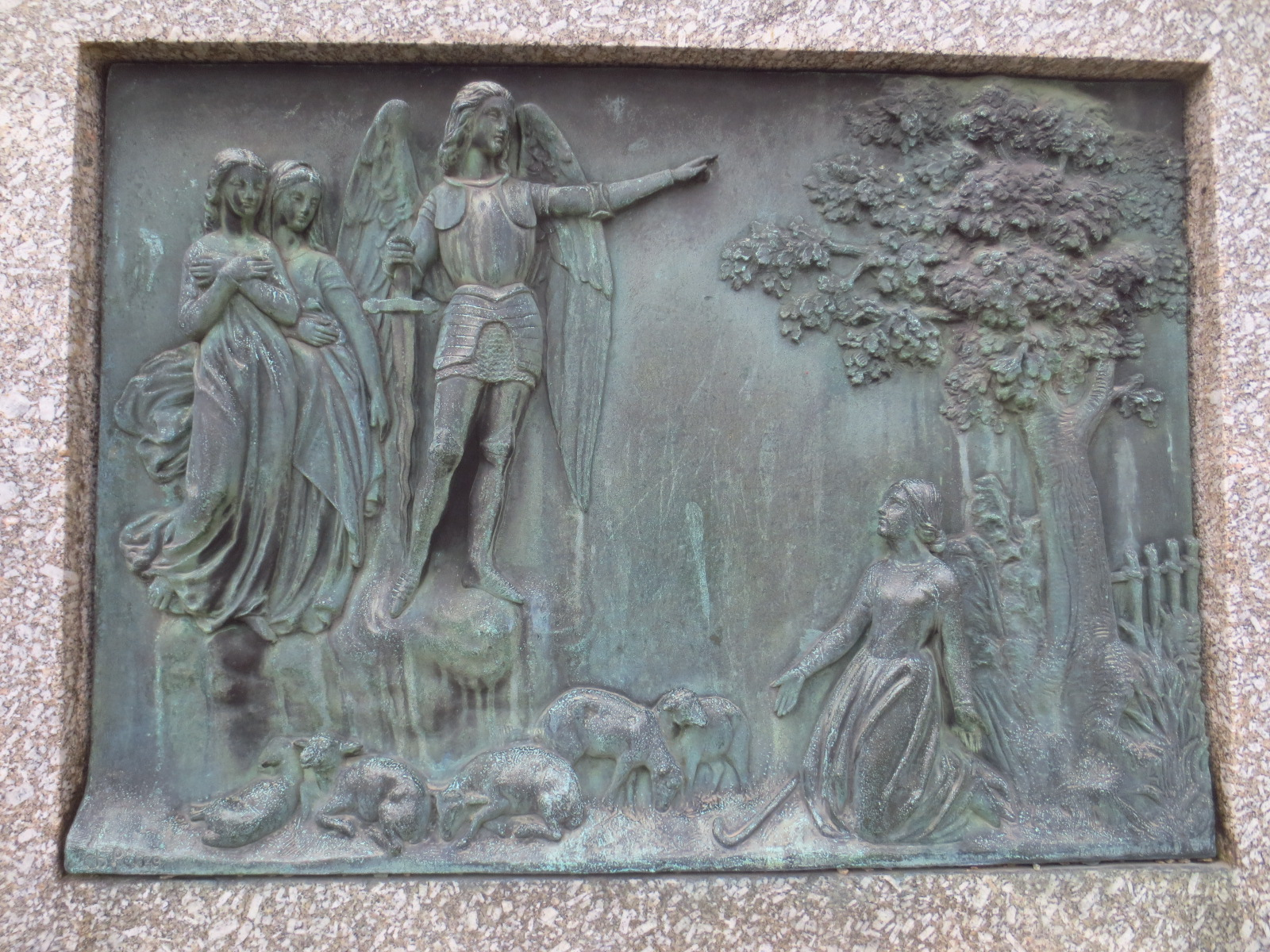
Apparition à sainte Jeanne d'Arc vers 1420, maison natale de Jeanne d'Arc (voix, apparitions et prédictions de Jeanne d'Arc).

La première apparition de saint Michel archange aurait eu lieu en Phrygie, à Chônai, ville anciennement connue sous le nom de Colosses. Ce serait l’apparition la plus célèbre de celles qui ont été connues des Grecs et des Orientaux. Saint Michel se serait montré sous une figure humaine à un homme de Laodicée, qui avait une fille muette, laquelle recouvra la parole sur-le-champ. Ce miracle convertit le père et la fille, et fut suivi de la construction d'un temple en l'honneur de Saint Michel. Pour consacrer la mémoire de ce miracle fut établie une fête particulière, pour toute l'Église d'Orient, en l'honneur de ce prince de la milice céleste : elle fut fixée au 6 septembre.
La deuxième apparition de l'archange Saint Michel en Occident se serait produite aux yeux d'un berger en 492, au sommet du mont Gargano, dans les Pouilles (Italie). Peu de temps après, elle y fut suivie de deux autres lorsque l'archange donna la victoire aux habitants de Siponto et de Bénévent, chrétiens, attaqués par les habitants de Naples, encore païens, et qu'il ordonna en conséquence la consécration du lieu. La Congrégation des Sœurs de Saint-Michel Archange organise en France depuis la fin 2015 les pérégrinations de la statue de Saint Michel Archange du Mont Gargano,.
Il serait apparu ensuite à Rome à Saint Grégoire le Grand le 8 mai 590 au sommet d'un fort qui s'appelait Mémoire d'Adrien et qui fut renommé à cette occasion Château Saint-Ange. Rengainant son glaive dans son fourreau, l'archange aurait ainsi marqué la fin de la grande peste qui sévit cette année-là dans la Ville.
Un sanctuaire est fondé en 708 par Saint Aubert au Mont-Saint-Michel en Normandie, à la suite d'une injonction de l'archange qu'il reçut par trois fois dans son sommeil (Songe de saint Aubert) ainsi que le révèle un texte de la Revelatio ecclesiae Sancti Michaelis in Monte Tumba.

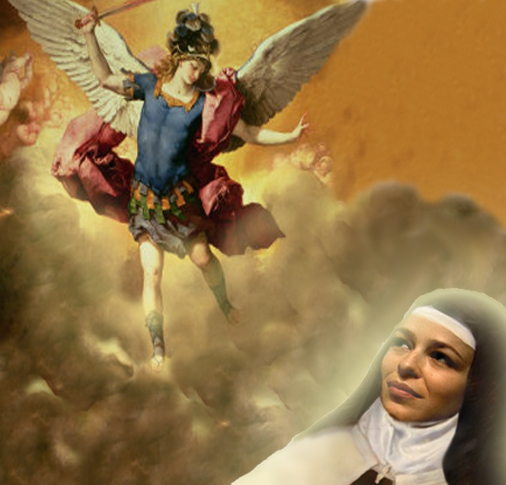
Représentation de la carmélite portugaise Antónia de Astónaco recevant la révélation de la prière du Chapelet de Saint Michel Archange.

Croix de saint Michel.

En 1425, saint Michel apparaît à sainte Jeanne d'Arc dans sa maison natale de Domrémy-la-Pucelle dans les Vosges (voix, apparitions et prédictions de Jeanne d'Arc). Jeanne affirme avoir vu en apparition et entendu les voix célestes de l'archange Michel et des saintes Catherine d'Alexandrie et Marguerite d'Antioche, lui demandant d'être pieuse, de ramener la paix au royaume de France en le libérant de ses envahisseurs et de conduire le dauphin de France (Charles VII) sur le trône en le faisant sacrer roi de France par l'Église catholique à la cathédrale Notre-Dame de Reims (Jeanne d'Arc de Domrémy à Chinon 1428 - février 1429). Le 6 août 1451, alors que les Anglais capitulent à la fin du siège de Bayonne, une énorme croix blanche, symbole de l'archange, apparaîtrait dans le ciel.
En 1751, la moniale carmélite portugaise Antónia de Astónaco (pt) a également relaté des apparitions de l'archange Michel ; lors de l'une d'entre elles lui fut révélée la prière du chapelet de saint Michel Archange (approuvée par l'Église catholique).

## Lieux de culte
Dès le IVe siècle, le culte de saint Michel est largement répandu en Orient. La nouvelle capitale impériale de Constantinople témoigne d'une dévotion particulière pour l'archange : on compte dans la cité une quinzaine d'églises ou de chapelles construites par les empereurs en son honneur. Le saint fait son apparition en Occident à la fin du Ve siècle avec l'élévation d'un premier sanctuaire à Monte Sant'Angelo dans le massif du Gargano en Italie en 492.

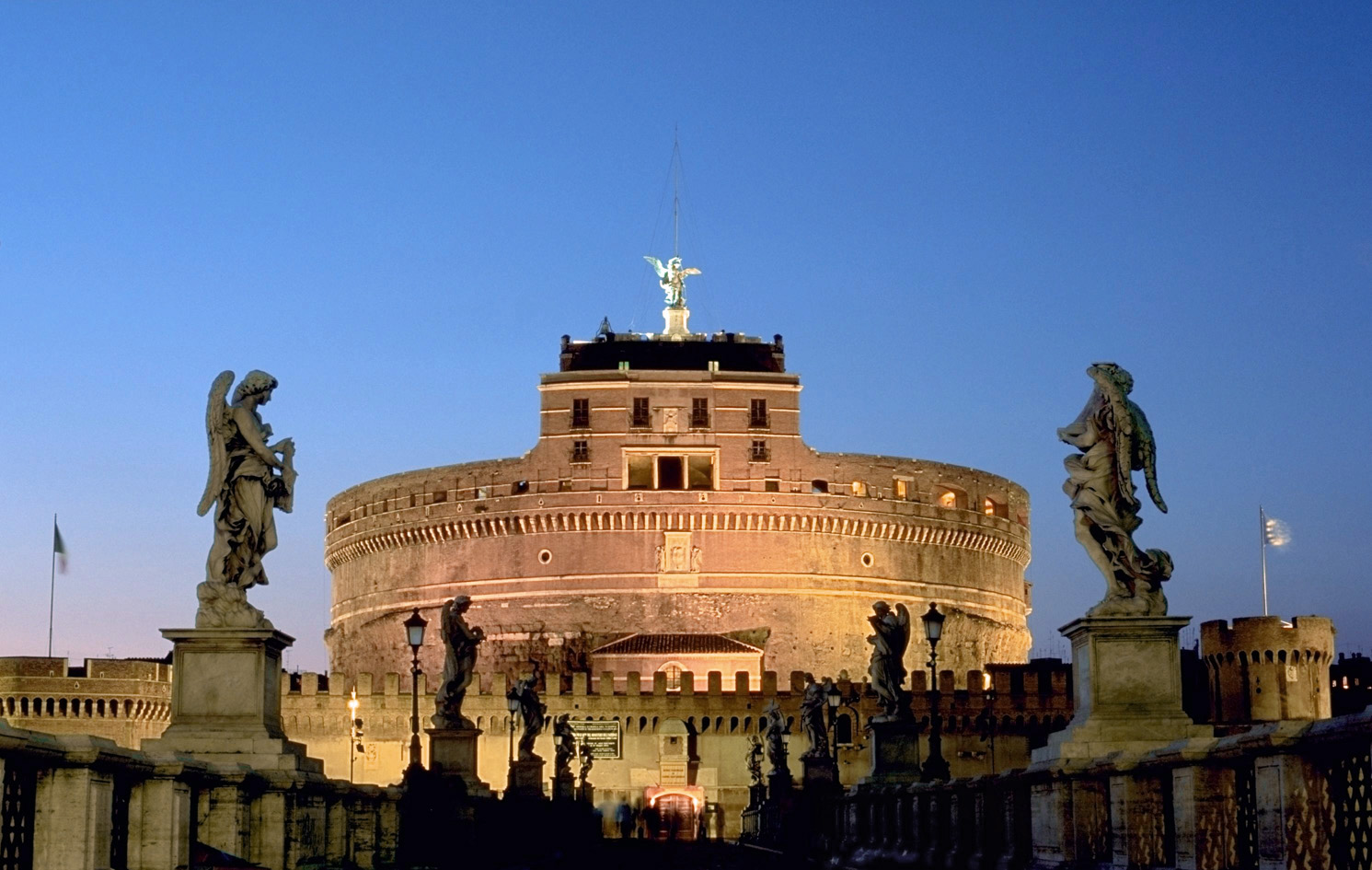
Statue de l'archange saint Michel au sommet du château Saint-Ange, aux portes du Vatican
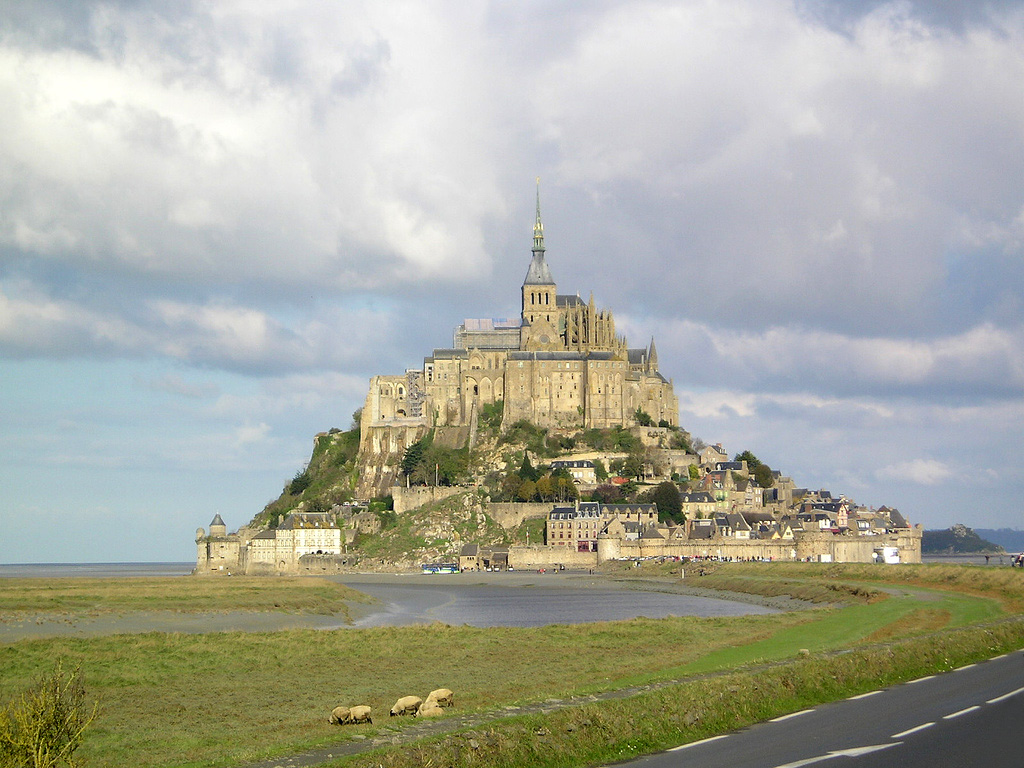
Le Mont-Saint-Michel et l'Abbaye du Mont-Saint-Michel, Normandie.
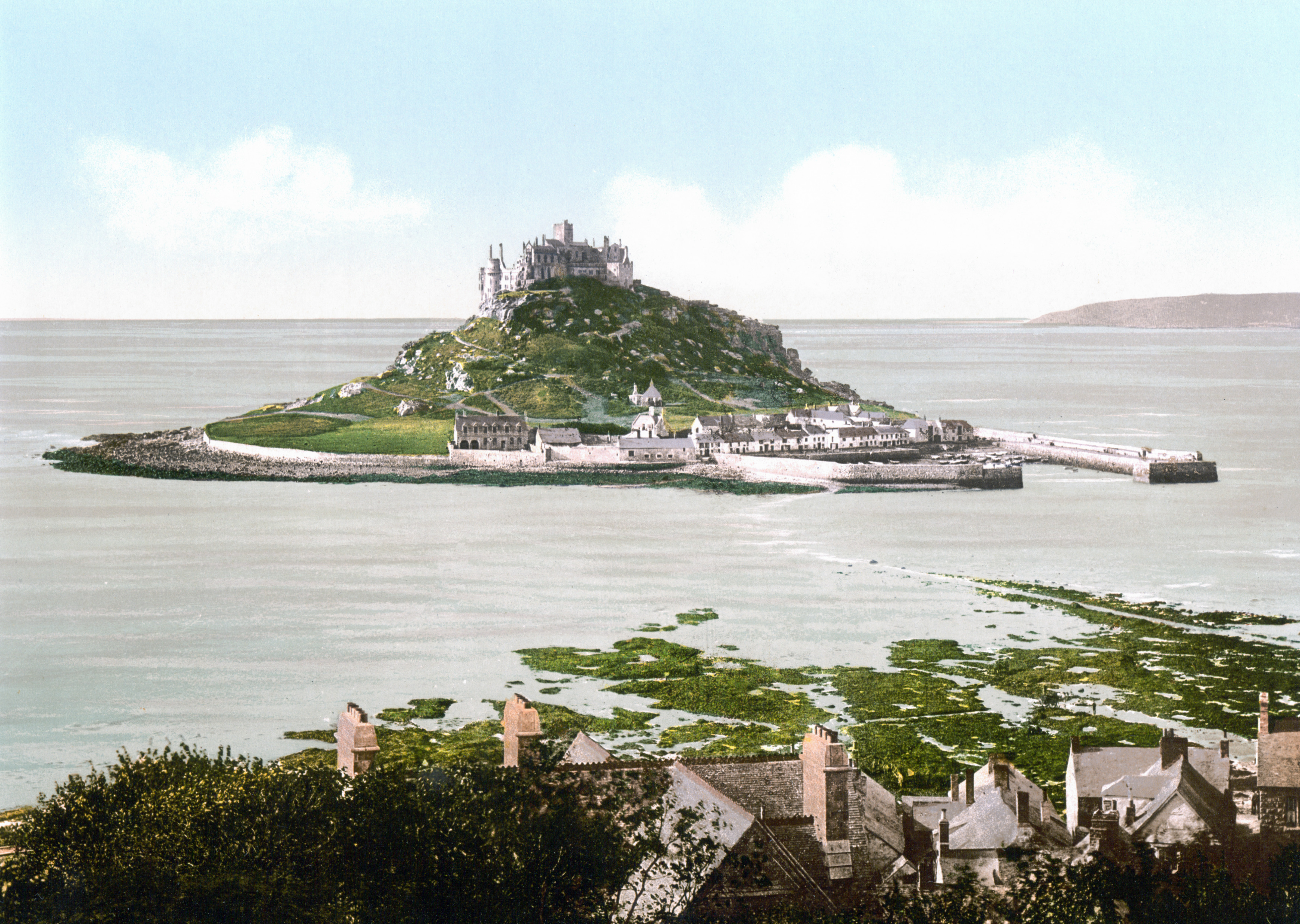
St Michael's Mount, Cornouailles, Grande-Bretagne
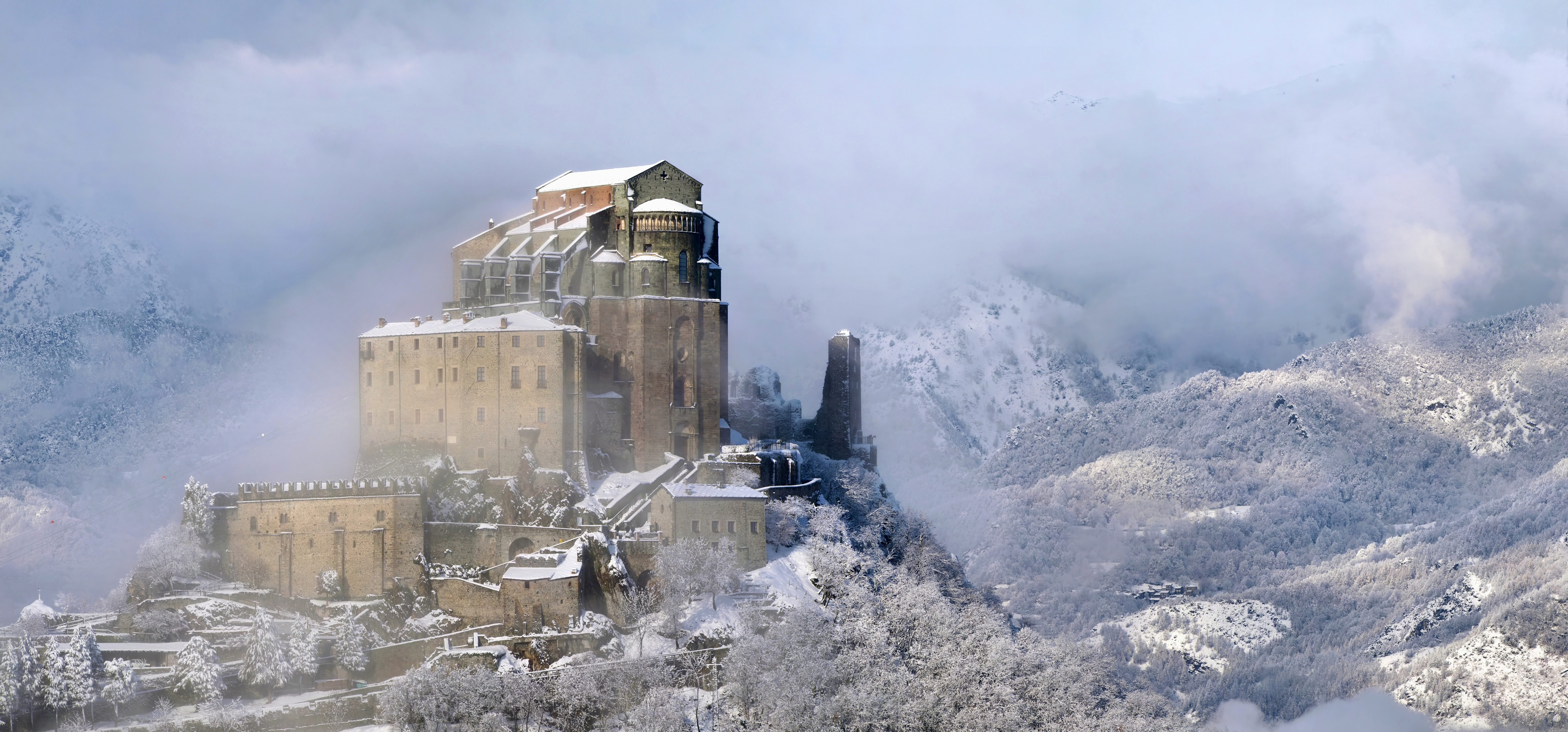
Abbaye Saint-Michel-de-la-Cluse, Italie

Vers l'an mille, de nombreuses chapelles et édifices lui ont été dédiés. Ils sont généralement édifiés dans des lieux isolés et élevés, pour rappeler que saint Michel est le « chef » des anges. Un des plus célèbres de ces édifices est l'abbaye du Mont-Saint-Michel en Normandie, mais on peut également citer la chapelle Saint-Michel sur le mont Saint-Michel de Brasparts (Menez Mikael) en Bretagne, l'église de Saint-Michel-Mont-Mercure en Vendée, l'église Saint-Michel d'Aiguilhe en Auvergne, la chapelle édifiée sur le St Michael's Mount dans les Cornouailles en Grande-Bretagne, l'abbaye Saint-Michel de Frigolet et le sanctuaire de Monte Sant'Angelo, déjà cité, ainsi que l'abbaye Saint-Michel-de-la-Cluse dans le Val de Suse également en Italie.

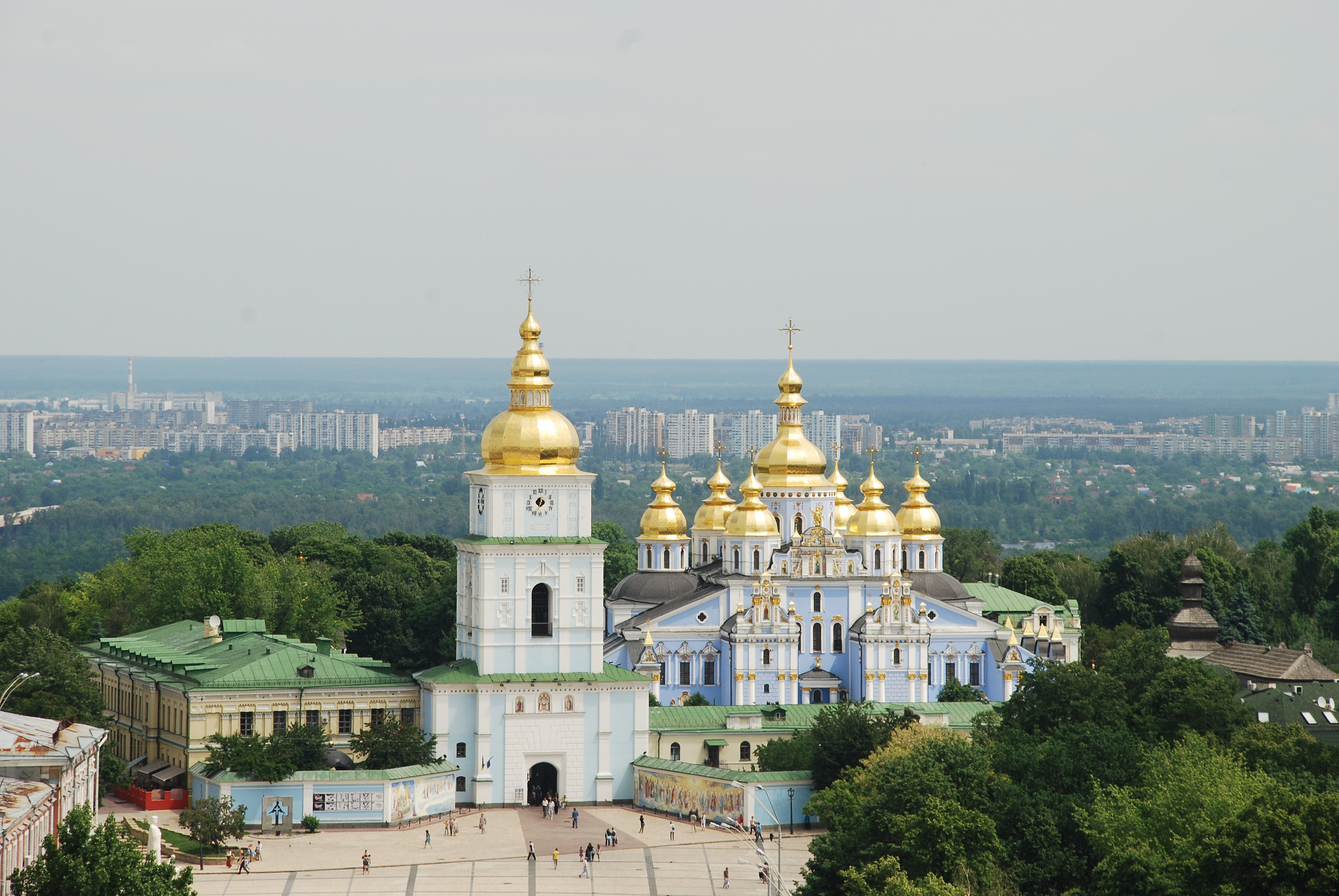
Monastère Saint-Michel-au-Dôme-d'Or, Kiev, Ukraine
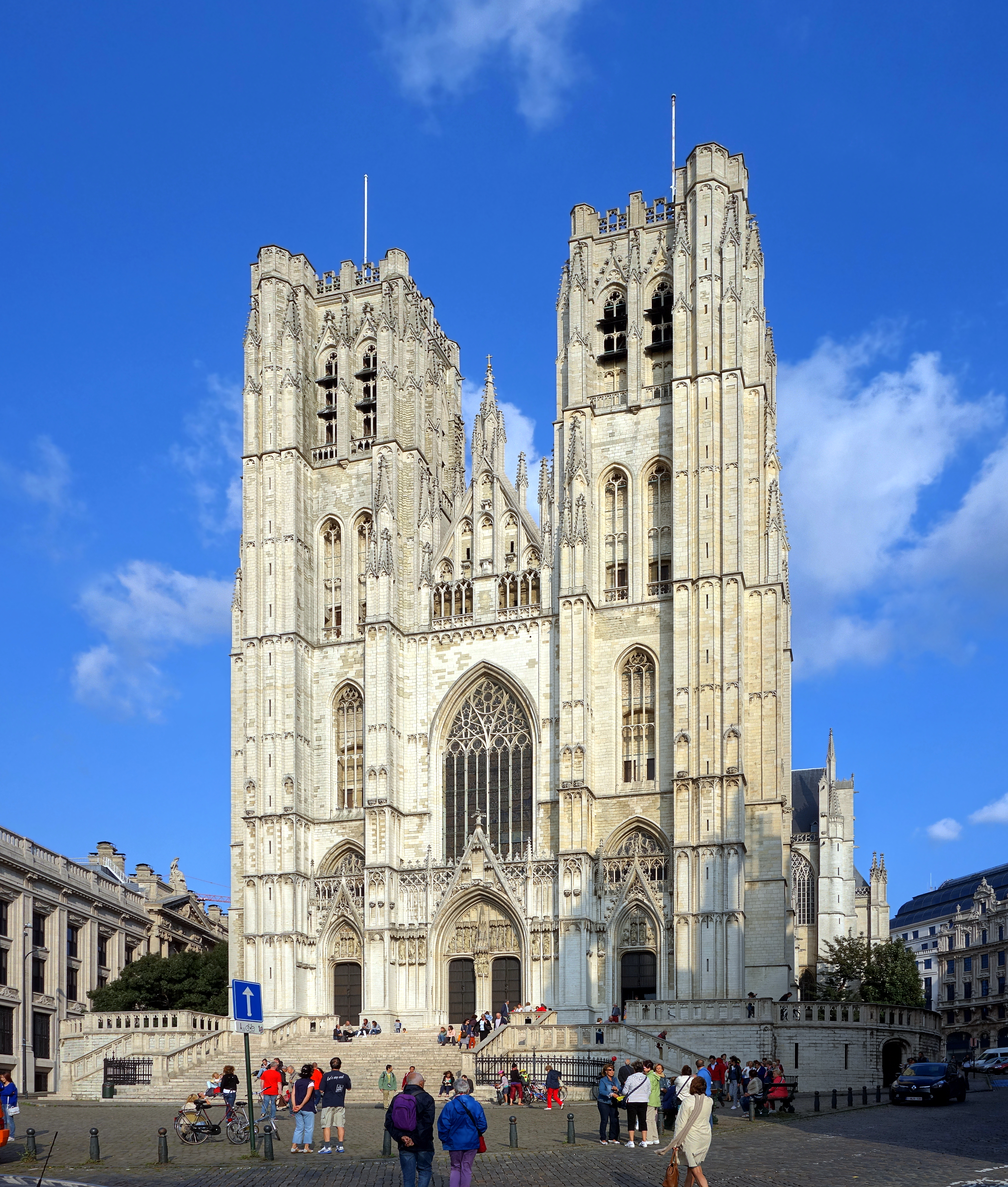
Cathédrale Saints-Michel-et-Gudule de Bruxelles
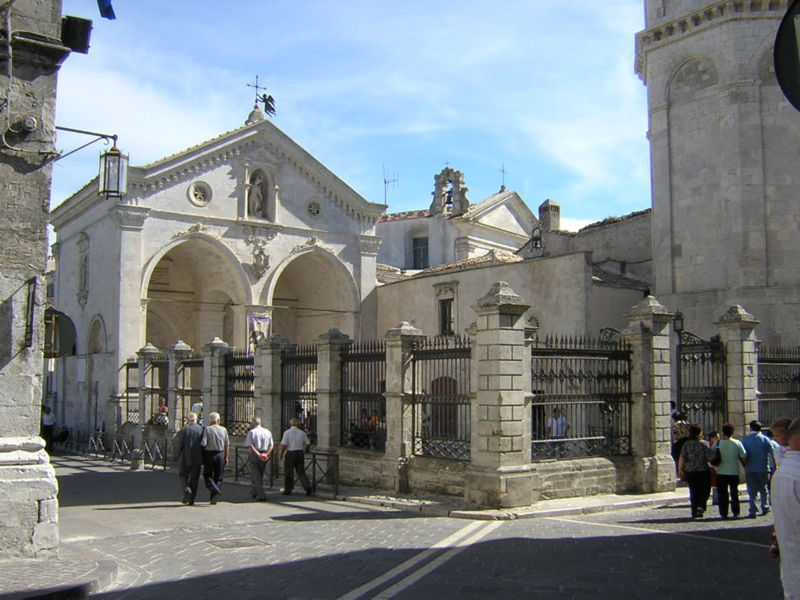
Sanctuaire de Monte Gargano, Italie
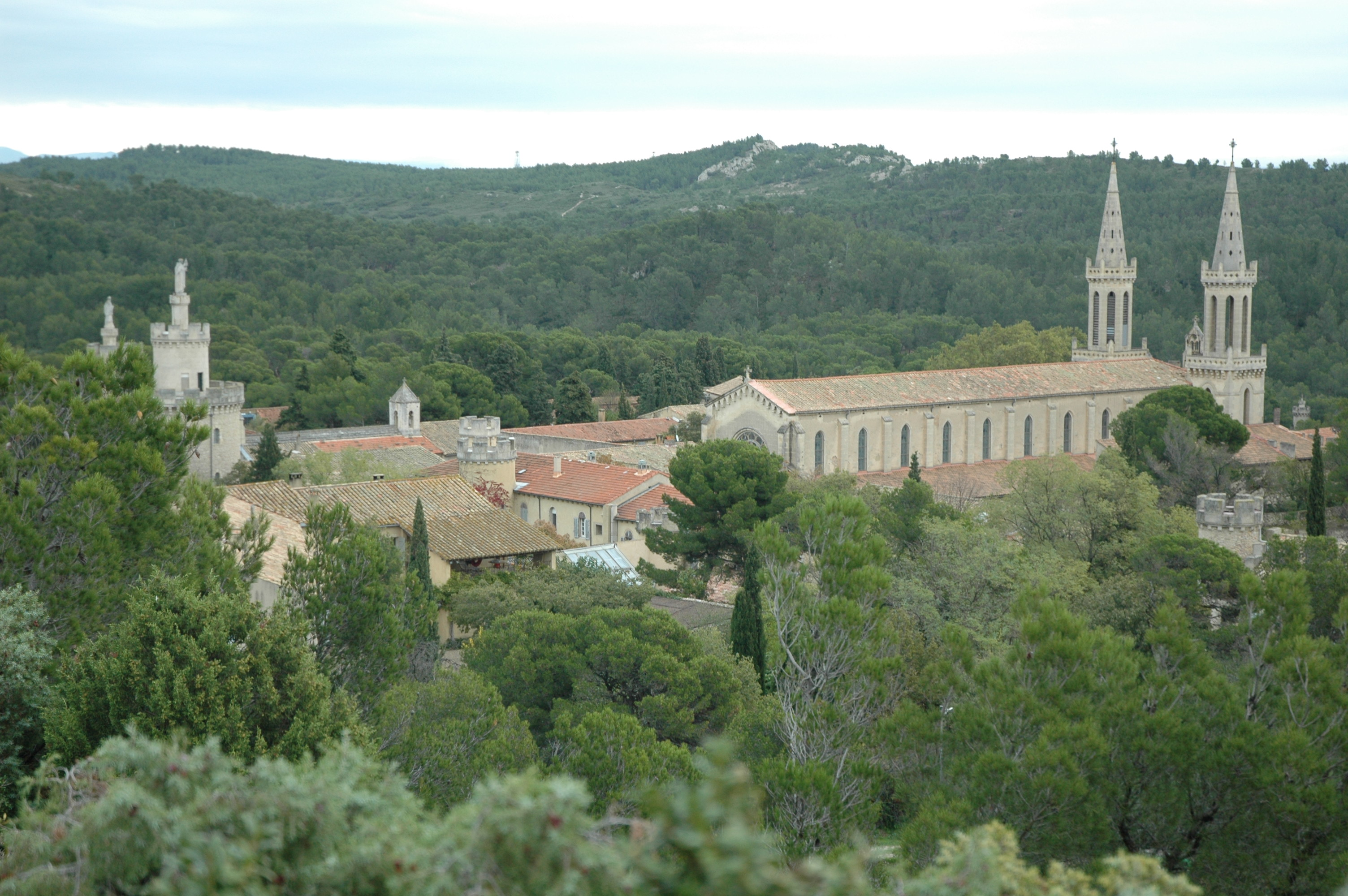
Abbaye Saint-Michel de Frigolet, Bouches-du-Rhône
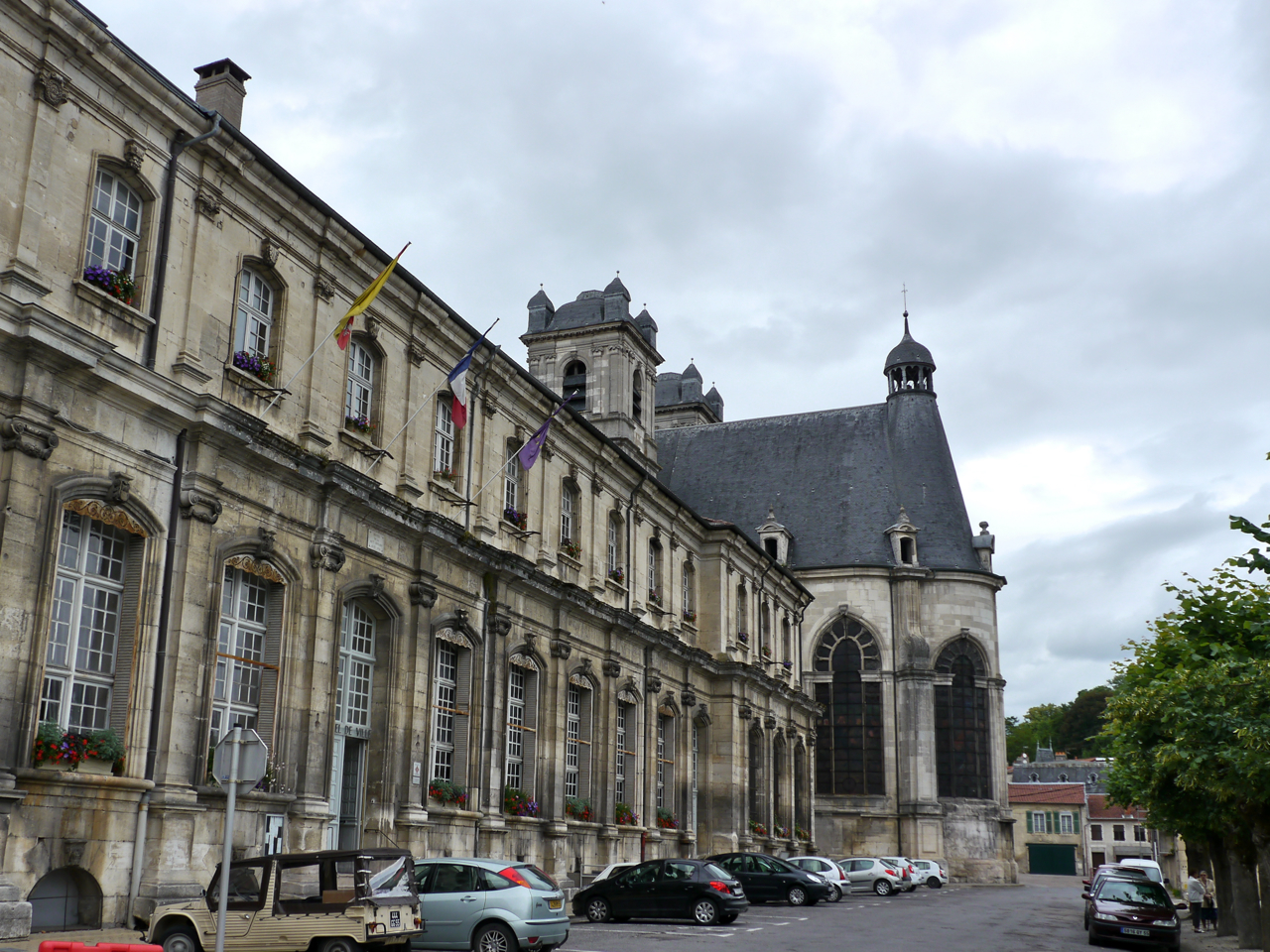
Abbaye Saint-Michel, Saint-Mihiel, (Meuse)
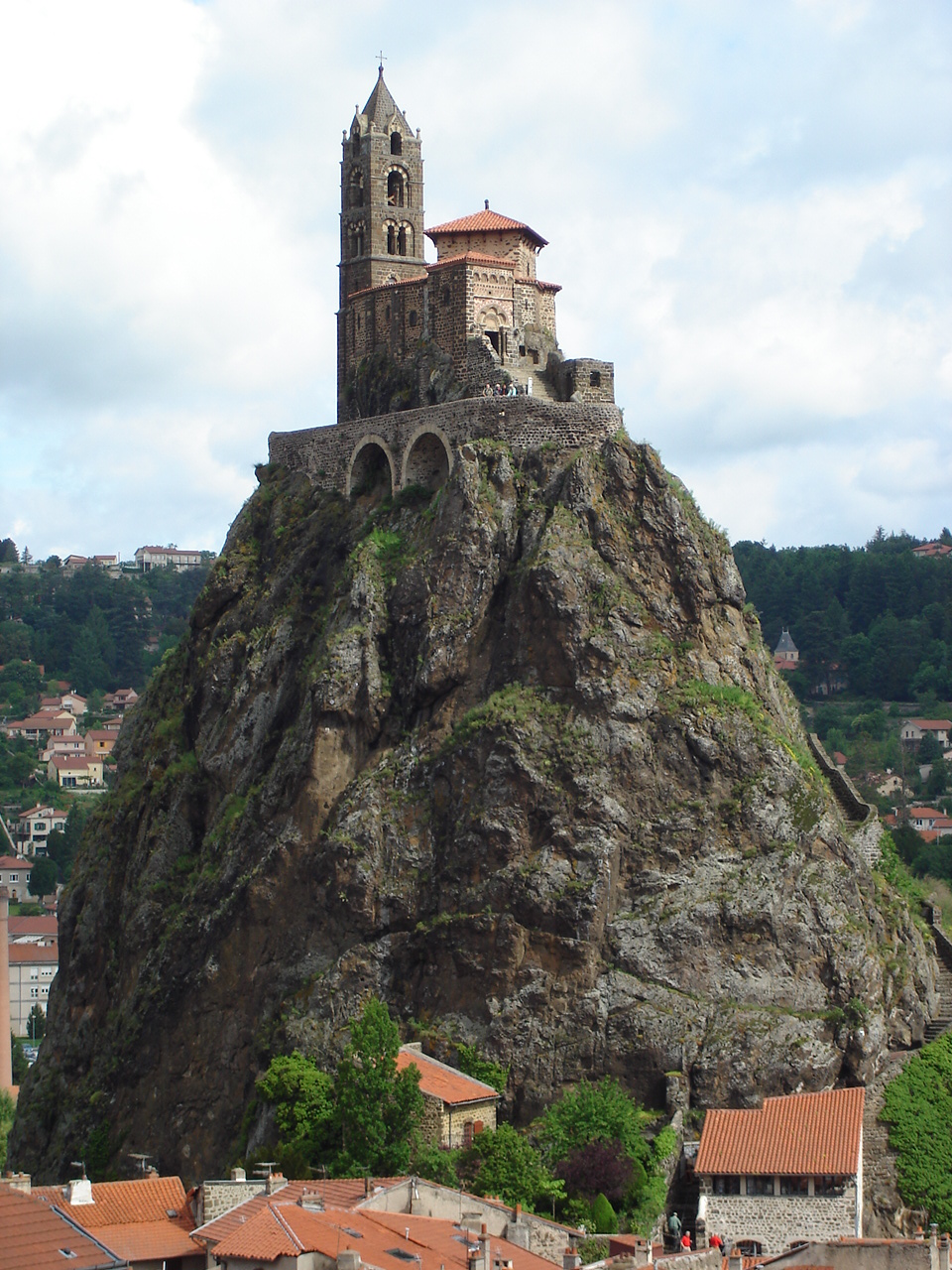
Église Saint-Michel d'Aiguilhe, Auvergne
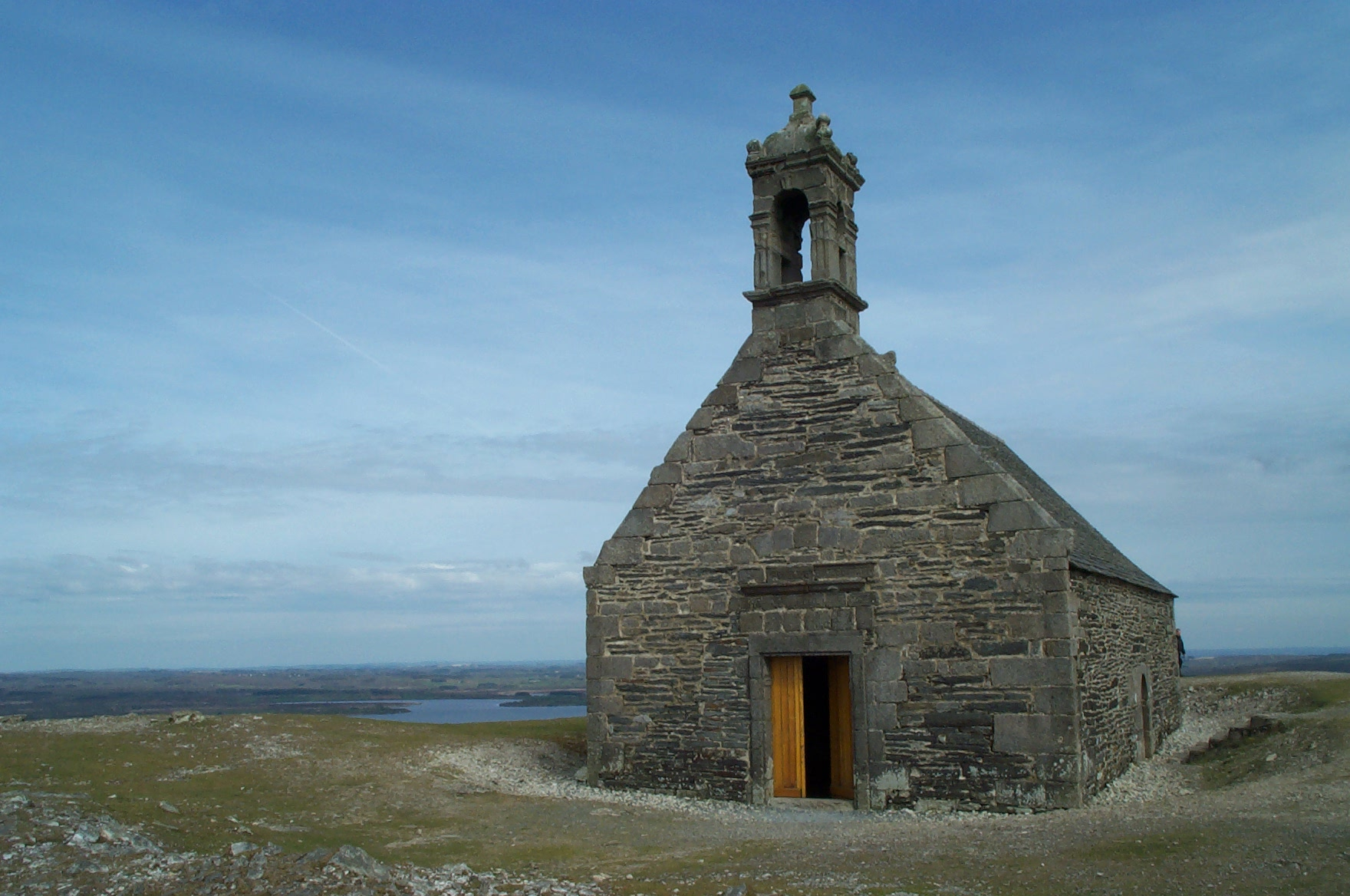
Mont Saint-Michel de Brasparts, Bretagne
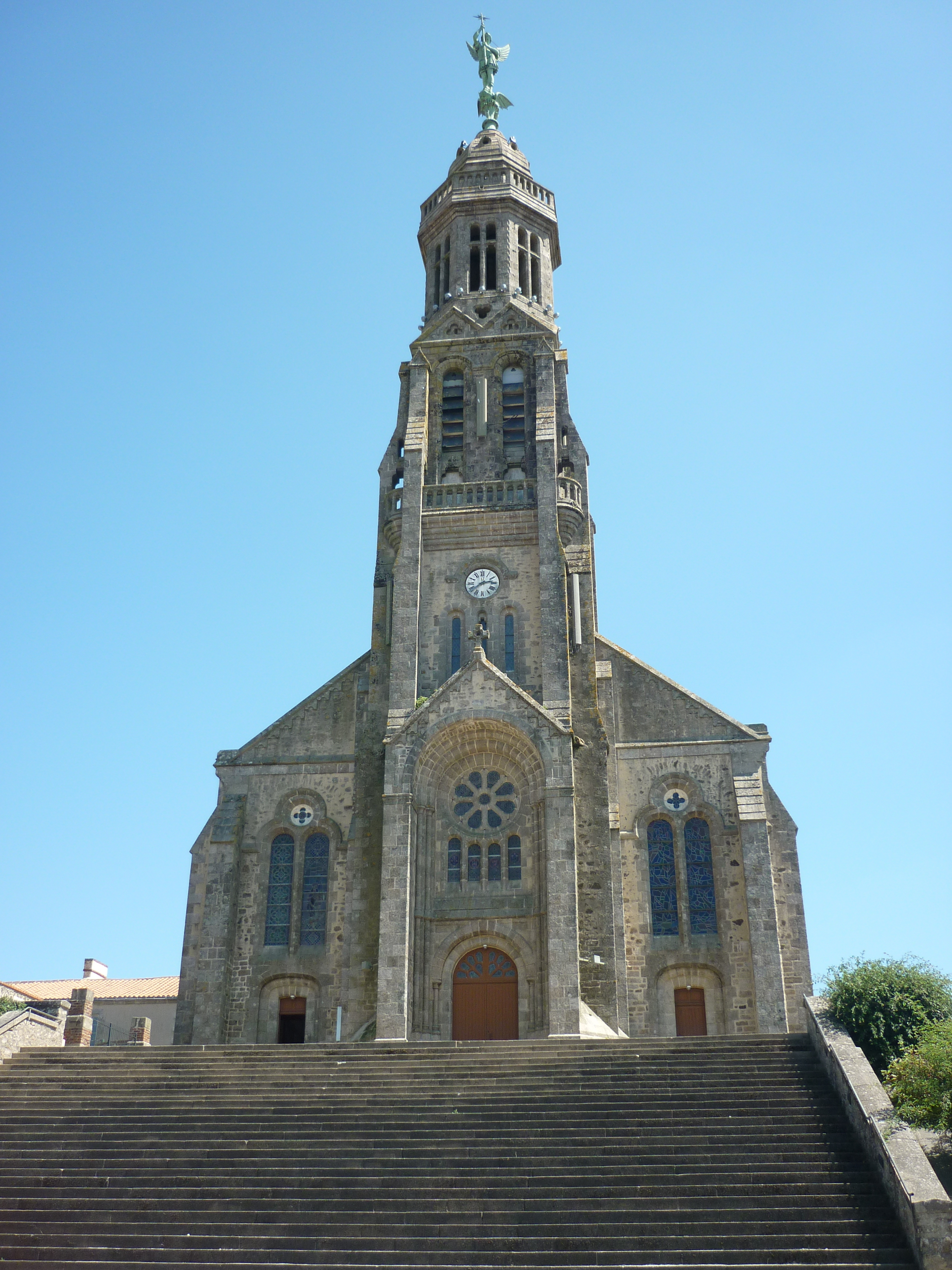
Saint-Michel-Mont-Mercure, Vendée
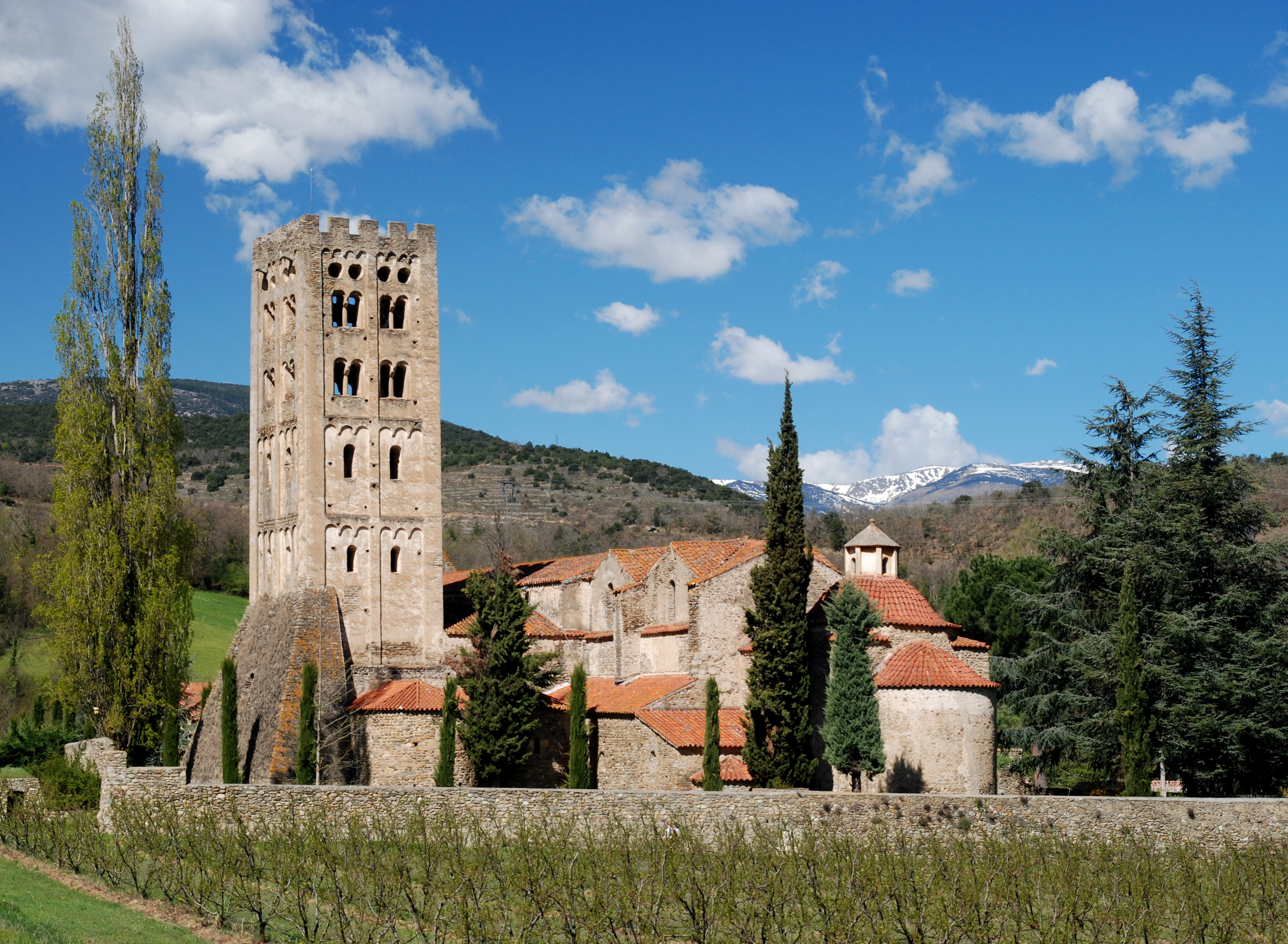
Abbaye Saint-Michel de Cuixà, Pyrénées Orientales
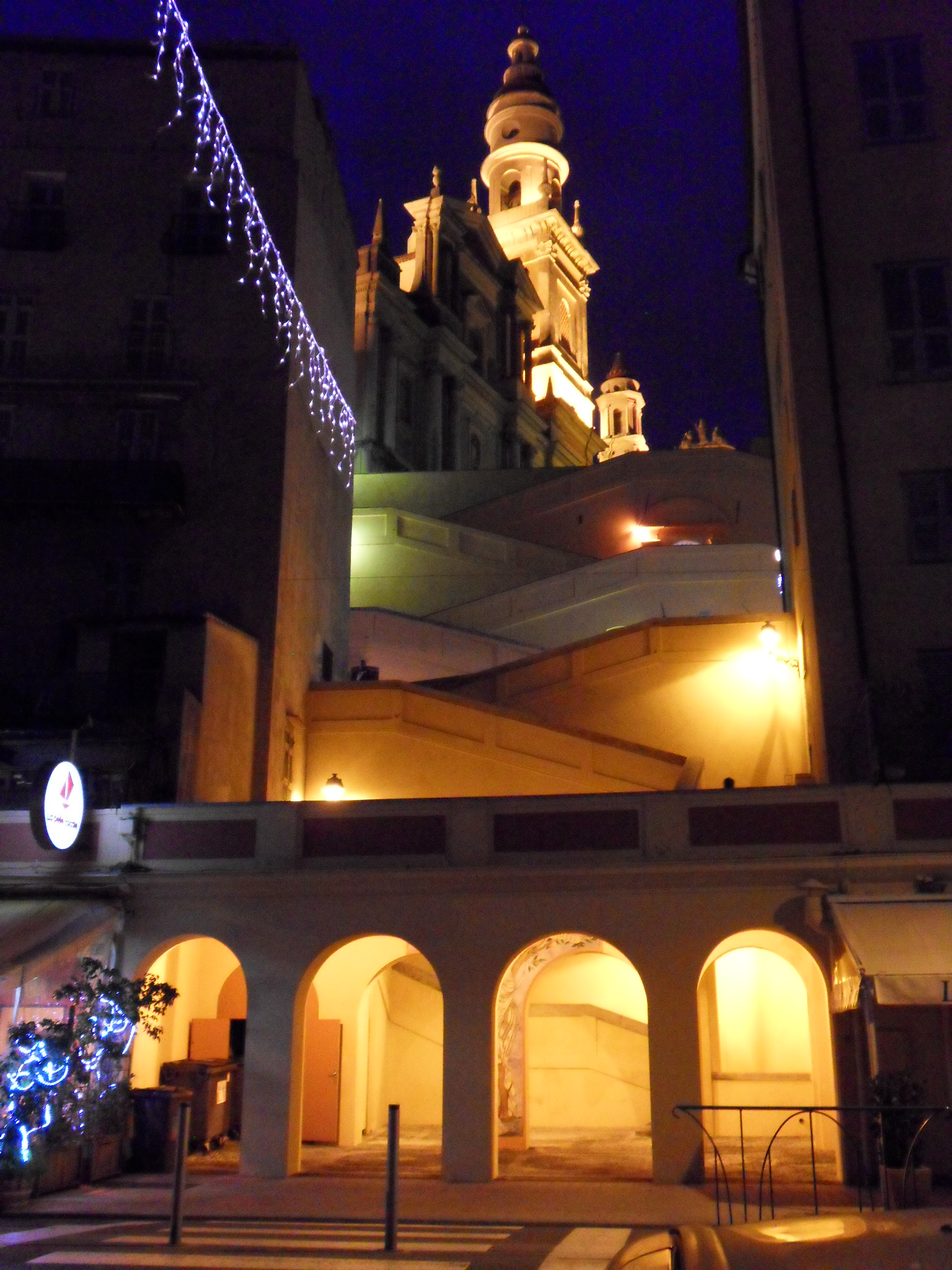
Basilique Saint Michel Archange de Menton

En 1947 a été créé le sanctuaire régional de Saint Michel pour l'Afrique à Goma Tsé-tsé en République du Congo.

## La Ligne sacrée de Saint-Michel, ou "l'épée de l'Archange"
Sept lieux de culte dédiés au saint sont situés sur une ligne droite partant de Skellig Michael en Irlande, passant par Saint-Michael's Mount dans les Cornouailles (Angleterre, Royaume-Uni), le mont Saint-Michel en Normandie (France), l'abbaye Saint-Michel de la Cluse en Italie, Saint-Michel l'Archange dans les Pouilles (Italie), le monastère de Simy en Grèce, et le monastère Stella Maris en Israël. Cette ligne est orientée selon l'axe du soleil levant au solstice d'été. Elle ne passe cependant pas par d'autres sites célèbres consacrés à l'archange, comme Saint-Michel l'Aiguille au Puy-en-Velay (France) ou le château Saint-Ange à Rome (Italie). Cette ligne imaginaire s'inscrit dans une autre ligne, plus importante, la ligne Apollon-Athéna qui comprend aussi des lieux de culte non dédiés à Saint-Michel, et d'autres simplement antiques comme à Delphes ou Athènes).

## Pèlerinages en Europe
Les pèlerinages au Monte Gargano dans les Pouilles en Italie commencent au Ve siècle, date de la fondation du sanctuaire, et se développent du VIe au IXe siècle sous l'influence des Lombards d'Italie. Au début du IXe siècle, saint Aubert d'Avranches, en terre normande, mandate des fratres au Monte Gargano dès le lendemain de l'apparition de l'Archange au Mont Tombe, pour en ramener des objets sacrés, les pignora, fragments du rocher de la grotte et du manteau de saint Michel. La Revelatio ecclesiae sancti Michaelis archangeli in Monte qui dicitur Tomba atteste ainsi de la pratique du pèlerinage. De même qu'une démarche similaire, entreprise au VIIIe siècle par le comte Vulfoald pour fonder une nouvelle abbaye, Saint-Mihiel, près de Verdun (alors en Austrasie), qui se trouve relatée par le Chronicon Sancti Michaelis in pago Virdunensi, écrit au XIIe siècle.
D'autres sites michaéliques furent créés par la suite en Europe qui témoignent de la vivacité de la dévotion à saint Michel comme Saint-Michel-de-la-Cluse (Sacra di San Michele) au sommet du Mont Pirchiriano dans le Piémont en Italie, dont l'abbaye fut fondée entre 983 et 987 ou Saint-Michel d'Aiguilhe, au sommet d'un piton volcanique près du Puy en Velay en Auvergne-Rhône-Alpes en France, dont l'église fut achevée en 961.
L'historiographie révèle par ailleurs que parmi les pèlerins de toute origine et classe sociale qui se rendirent dans les différents sanctuaires michaéliques, figurent des personnages illustres, tels Otton III du Saint-Empire (999), en expiation de sa cruauté, Léon IX en 1049, François d'Assise vers 1216 ou Brigitte de Suède au XIVe siècle. En France, presque tous les rois jusqu'à la fin du XVIe siècle se rendirent au Mont-Saint-Michel en Normandie ou à Saint-Michel d'Aiguilhe en Auvergne, tels Charles VII, Louis XI et Charles VIII.

### Pèlerinages d'enfants au Mont-Saint-Michel en Normandie
Evènements hors du commun, des pèlerinages d'enfants (garçons de 7 à 18 ans) ont eu lieu de façon ponctuelle aux XIVe et XVe siècles vers le Mont-Saint-Michel en Normandie. Ils venaient de « pays lointains » en 1333 ; de l'Est (Troyes) ou du Sud de la France (Avignon, Montpellier) en 1393 puis en 1441 et 1442 (Millau, Villefranche-de-Rouergue). La cause de ces pèlerinages reste à ce jour inexpliquée mais certains auteurs font le rapprochement avec la peste ou autre maladie contagieuse qui frappait plusieurs de ces villes à cette époque.
Plus phénoménale encore, la vague de pèlerinages d'enfants qui eut lieu au milieu du XVe siècle. Ces groupes d'enfants, venus essentiellement de villes allemandes, suisses et alsaciennes convergèrent vers le Mont normand entre 1456 et 1459. Plus de cinquante sources répertoriées à ce jour attestent de ces mouvements de jeunes pèlerins, appelés miquelets ou pastoureaux, qu'il s'agisse du témoignage de chroniqueurs de l'époque, de traités, sermons et lettres de religieux, des comptes des villes qui leur offraient le gîte et le couvert ou des récits d'auteurs célèbres, tels Denys le Chartreux, Gallus Kemli ou encore Geiler von Kayserberg. Étonnamment, les sources relatent parfois leur prise en charge par quelques adultes, le soutien des villes qu'ils traversaient et surtout leur retour, sain et sauf, à leur point de départ. Aucune source n'avance de raisons à ces mouvements de milliers d'enfants, partis « sans que leurs parents le sachent et contre leur volonté ». Cependant, toutes sont unanimes sur le caractère spontané de ces rassemblements. Dans ses traités sur le phénomène, l'Église hésite entre approbation et condamnation.
Certains auteurs ont noté que l'observation de la comète de Halley, avérée en 1456, coïncide avec le début des pèlerinages d'enfants. Cette apparition était perçue comme le signe annonciateur de maladies et de conflits. C'est aussi cette année-là qu'eut lieu l'invasion des Turcs en Hongrie. Les auteurs notent par ailleurs que « l'apparition des comètes est parfois mise en relation avec la fête de Saint-Michel, le 29 septembre », ce qui les amène à conclure qu'« il ne serait pas incongru de penser que les apparitions dans le ciel soient liées avec les départs des jeunes pèlerins, voire à leur origine ».

### Compagnies italiennes
À partir de l'époque moderne, le phénomène des « compagnies » a commencé à se diffuser pour perdurer jusqu'à nos jours et jouer un rôle important dans le pèlerinage au sanctuaire de l'Archange Saint Michel du Mont Gargan, qu'elles organisèrent depuis les villes et villages de l'Italie centre-méridionale. Selon un rituel bien établi, les pèlerins s'arrêtaient à environ une vingtaine de kilomètres du site, près d'une fontaine où ils se lavaient pour se purifier de leurs péchés. Puis ils s'acheminaient vers le sanctuaire, deux par deux, récitant et chantant des prières et des cantiques propres à chaque compagnie pour monter pieds nus ou à genoux jusqu'à la statue de l'archange.

### Confréries de Saint-Michel en France
Apparues au Moyen Âge, elles se sont particulièrement développées aux XVIIe et XVIIIe siècles. À la différence des compagnies italiennes, elles ont un statut et sont des associations pieuses à caractère paroissial ou professionnel placées sous la protection de l'archange. Il en subsiste encore, comme celle de Toulouse. Celle de Paris, créée en 1877, a été opérante jusqu'aux années 1950.

## Archiconfrérie universelle de Saint-Michel
Etablie au Mont-Saint-Michel le 16 octobre 1867, la confrérie a été approuvée et enrichie d'indulgences par Pie IX le 12 février 1869, élevée au rang d'archiconfrérie le 12 mai 1874 et étendue à toute la France le 1er décembre 1876. Elle a enfin reçu de Léon XIII le titre et les privilèges d'archiconfrérie universelle par un bref du 29 mars 1895.
Cette archiconfrérie n'organise pas le pèlerinage mais a pour but d' « honorer les saints Anges et particulièrement saint Michel », de combattre le Mal sous la bannière de l'archange et d'obtenir son intercession. Les membres de cette archiconfrérie sont appelés Zélatrices et Zélateurs. Les conditions d'admission sont d'âge (plus de 10 ans) et de libre consentement (personne n'est validement inscrit s'il ne le sait et n'y consent). L'offrande est facultative au moment de l'inscription.

## Iconographie
L'iconographie chrétienne ancienne présente traditionnellement l'archange Michel de plusieurs manières :
- Ange psychostase tenant la balance avec laquelle il va peser les âmes des défunts.
- Ange terrassant un dragon (qui est Satan, d'après l'Apocalypse).
- Ange terrassant une figure difforme et hideuse qui est Satan.
- Ange revêtu des habits militaires de l'empereur et plus tardivement d'une armure.
- Ange revêtu de l'himation ou pallium.

### Ange psychostase tenant la balance
La plus ancienne représentation de l'archange Michel dans le domaine occidental (IXe siècle) est un bas-relief taillé dans le sanctuaire souterrain de Monte Sant'Angelo, qui le représente avec une balance pesant les âmes (Pesée des âmes).
À partir du XIIIe siècle la balance devient un attribut à part entière de Michel et l’on trouve le saint pesant les âmes dans des scènes isolées. Ainsi, des peintres comme le Pérugin s’emparent du personnage et mettent la balance en scène dans des représentations individuelles, elle devient un attribut à part entière.
Un autre bas relief d'environ 1140 le représente également pesant les âmes dans le tympan du Jugement dernier de la Cathédrale Saint-Lazare d'Autun.
Le Musée d'Art Catalan de Lérida, conserve de même le pan d'un retable du XIVe siècle où l'on voit saint Michel pesant les âmes, et les âmes qui n'ont pas satisfait à la pesée être englouties dans la gueule d'un diable. En effet des âmes sont souvent représentée dans les plateaux de la balance rappelant que les hommes sont jugés les uns par rapport aux autres, et des démons et anges viennent perturber le penchant pour l’âme entre le péché et la vertu, selon la tradition qui veut que les âmes soient l'objet d’un débat entre ces deux forces opposées au moment de la mort.

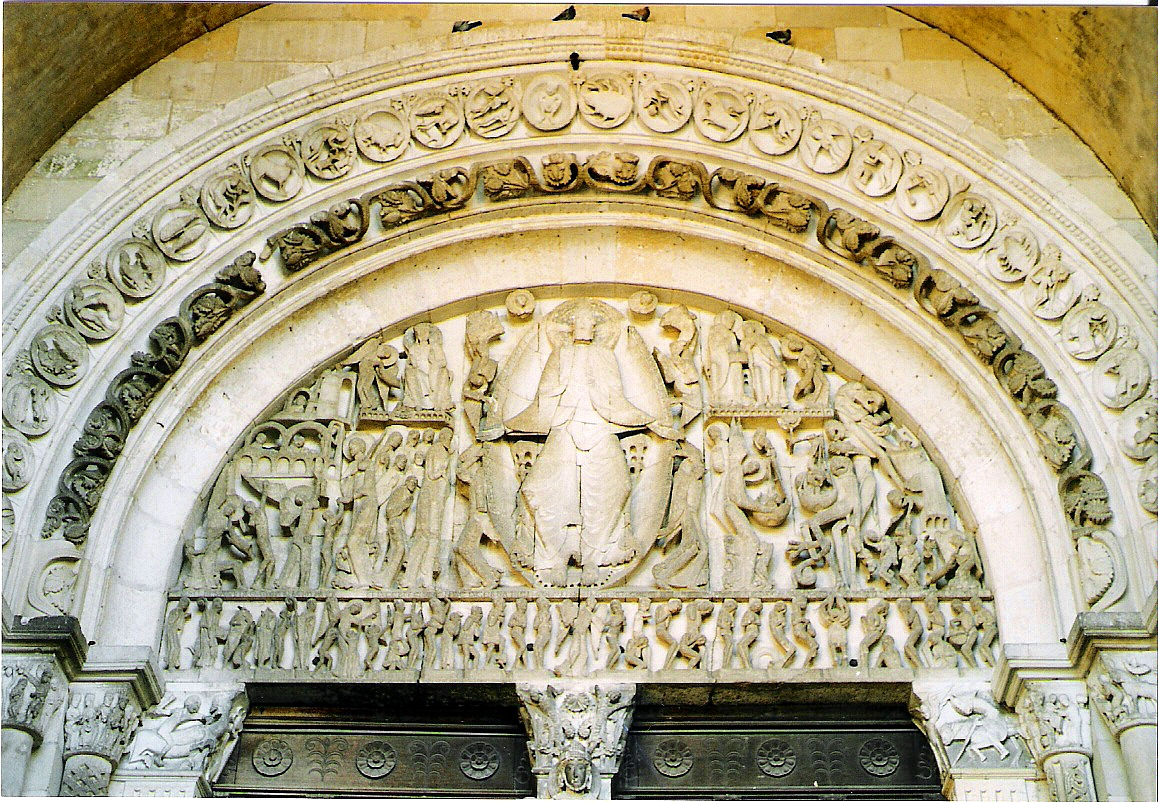
Cathédrale Saint-Lazare d'Autun, tympan du Jugement Dernier, dans le registre de droite Saint-Michel pesant une âme, un démon essaye de faire basculer le fléau en sa direction mais sans y parvenir.
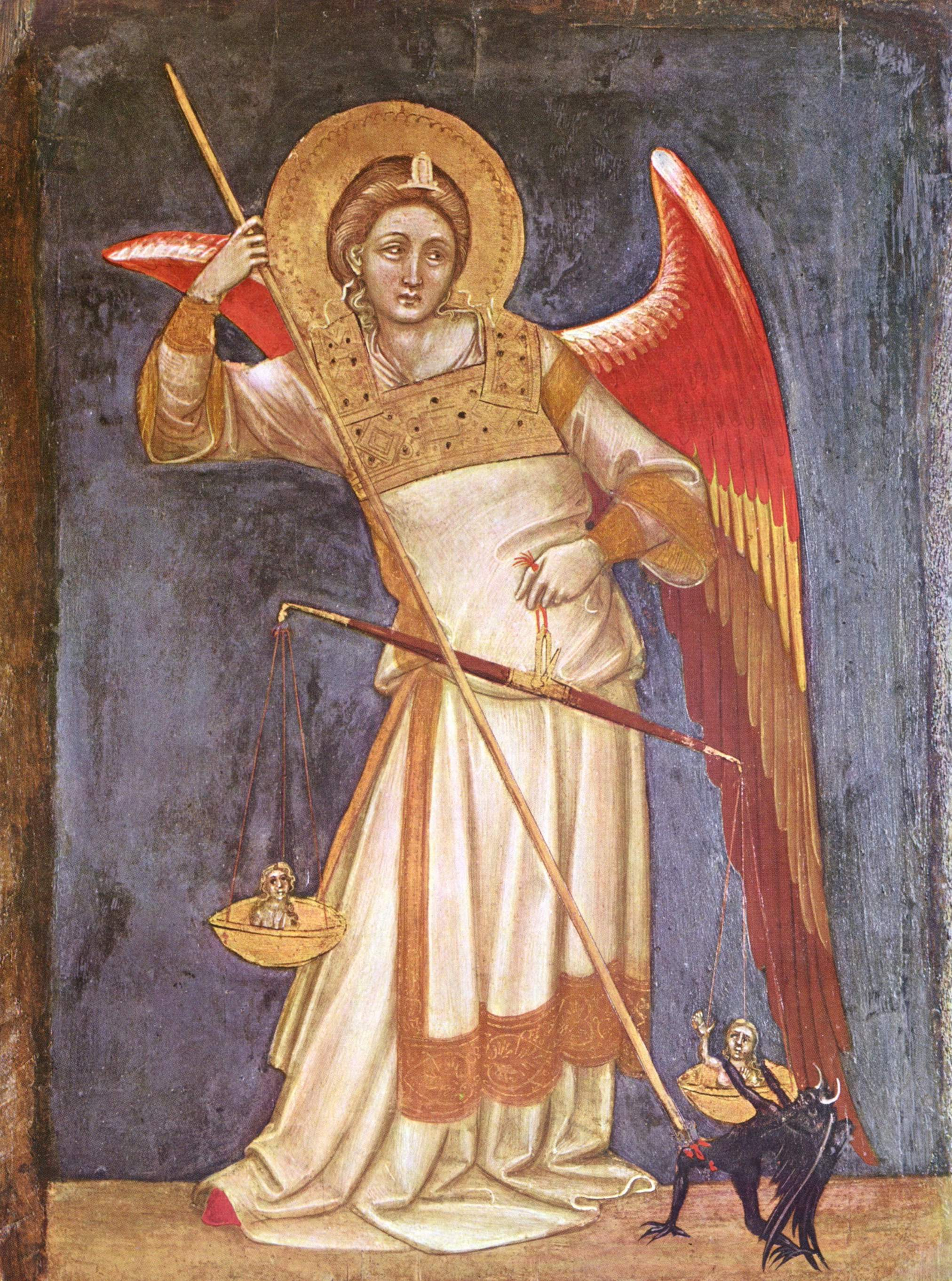
La pesée des âmes, par Guariento di Arpo (Padoue ou Venise, 1310/1320 - Padoue, 1368/1370), Museo Civico de Padoue.
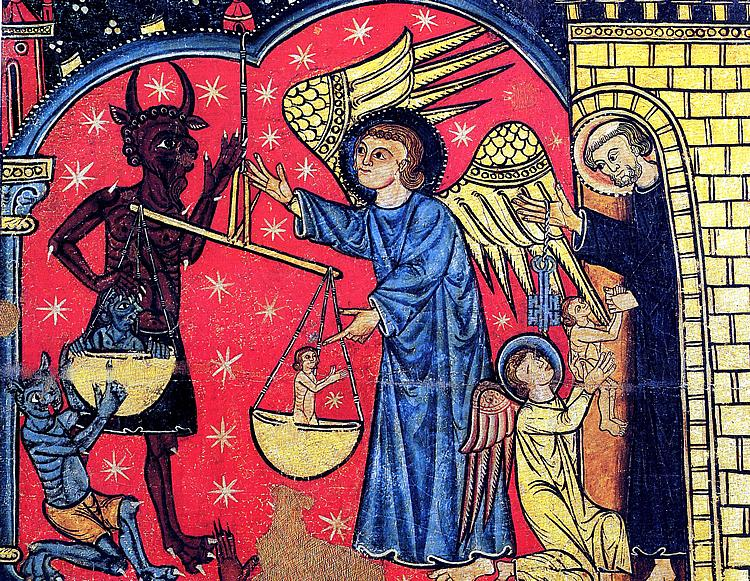
Psychostasie, début XIIIe siècle : saint Michel pesant les âmes. Détail de l'autel de l'église Saint Michel de Soriguerola (œuvre du maître de Soriguerola), actuellement au Musée national d'art de Catalogne (MNAC).
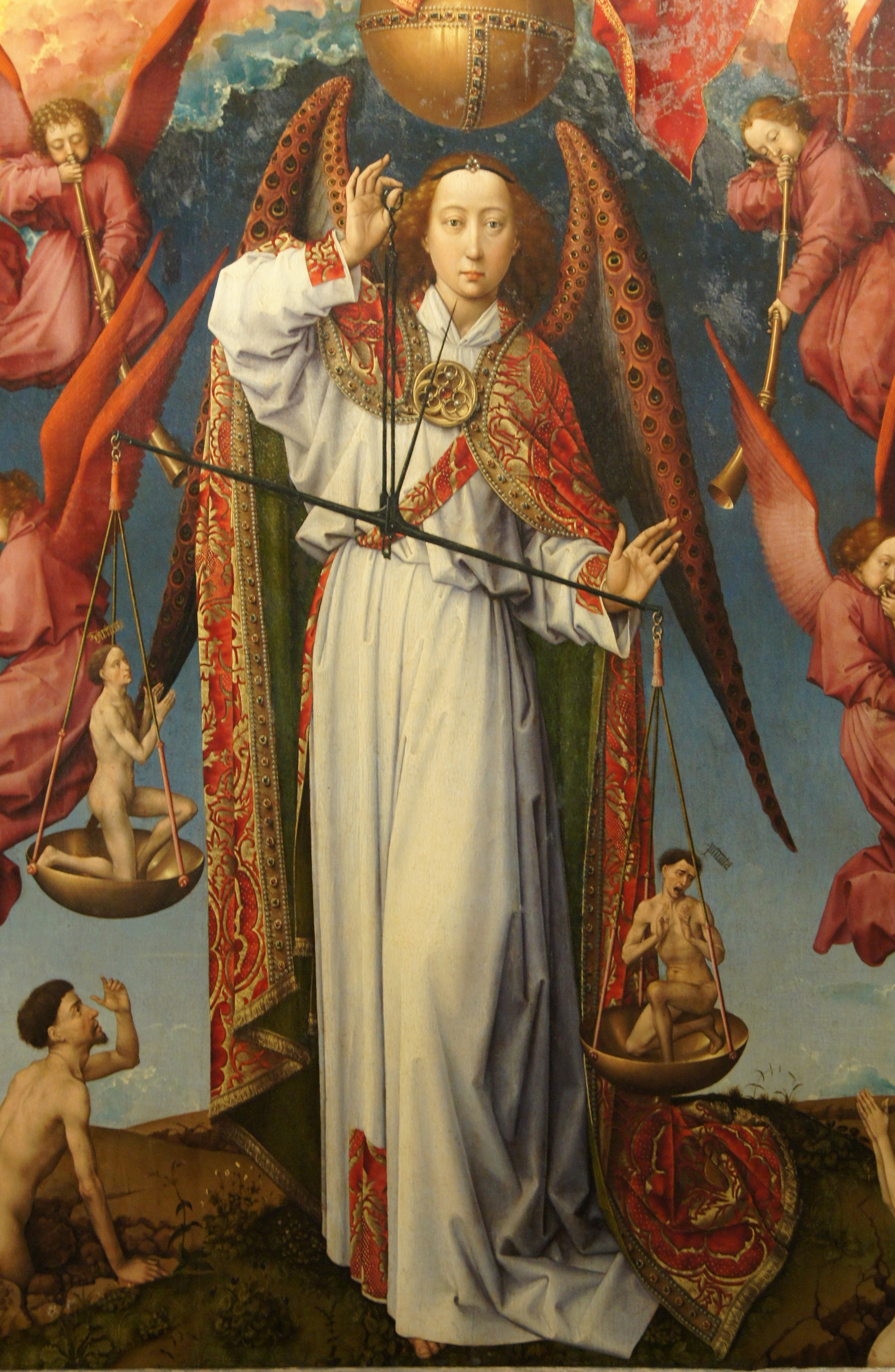
Saint Michel pesant les âmes, Polyptyque du Jugement dernier de Rogier van der Weyden (1443-1446) aux Hospices de Beaune.
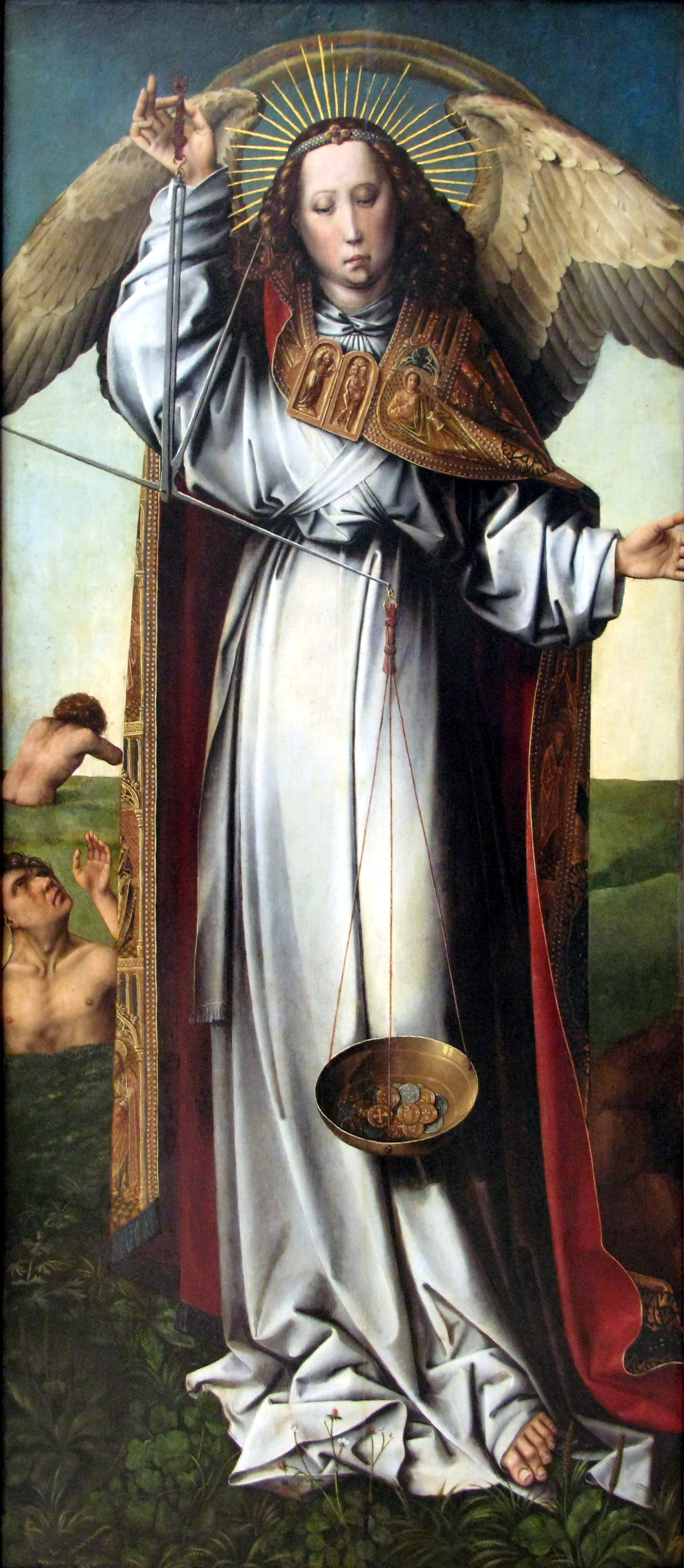
Saint Michel à la balance, retable du Jugement dernier, église Saint Alban à Cologne, peinture de Colijn de Coter. (ca 1455; actif avant 1539)
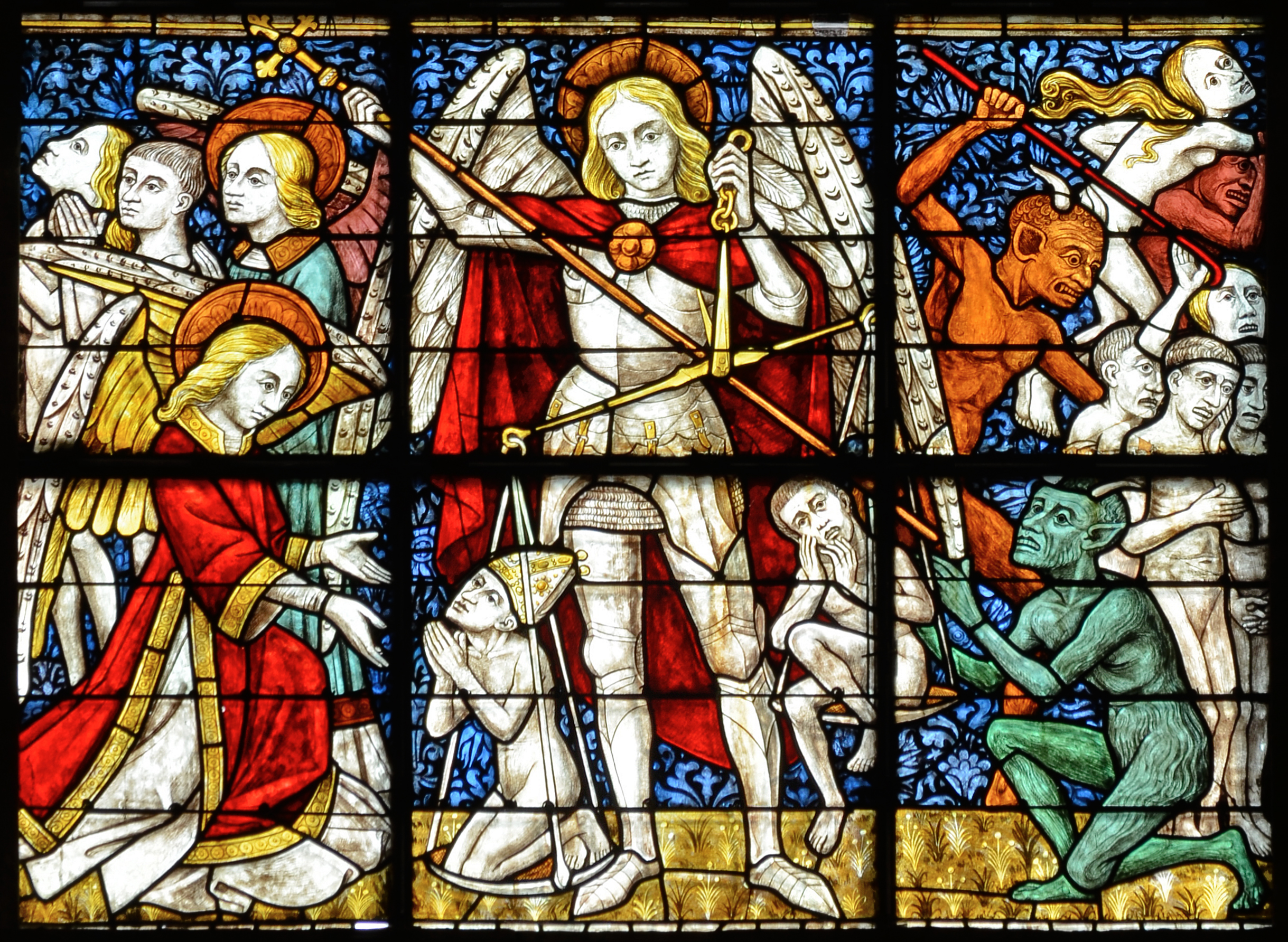
La pesée des âmes par l'archange Michel, détail des grandes verrières du Jugement dernier (XVe siècle) situées dans le transept sud de la Cathédrale Notre-Dame de Coutances, Manche.
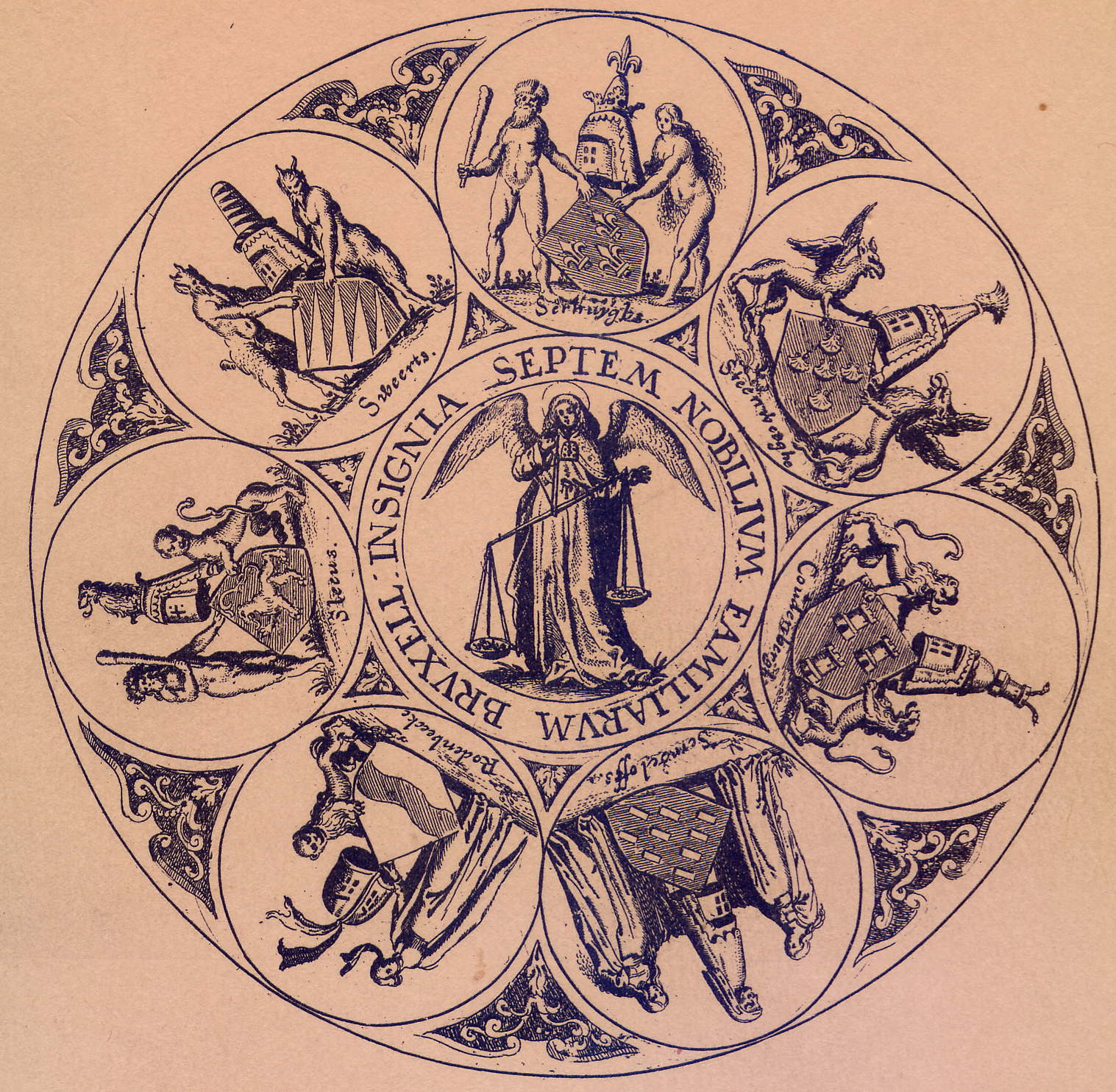
Rosace des Sept Lignages de Bruxelles, gravée dans Puteanus, Bruxella Septenaria, 1656, dessin de saint Michel à la balance.
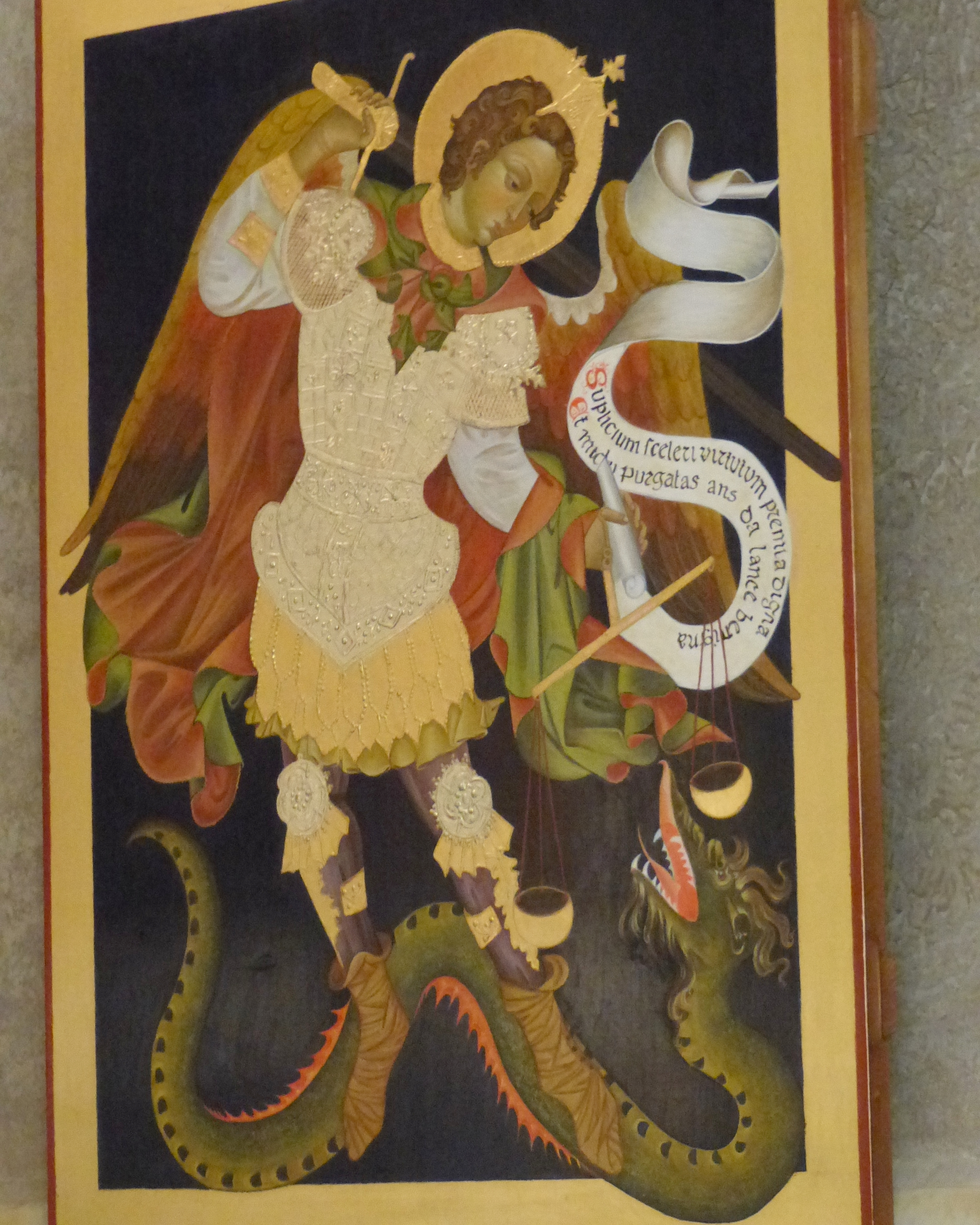
Defensor Mentoni
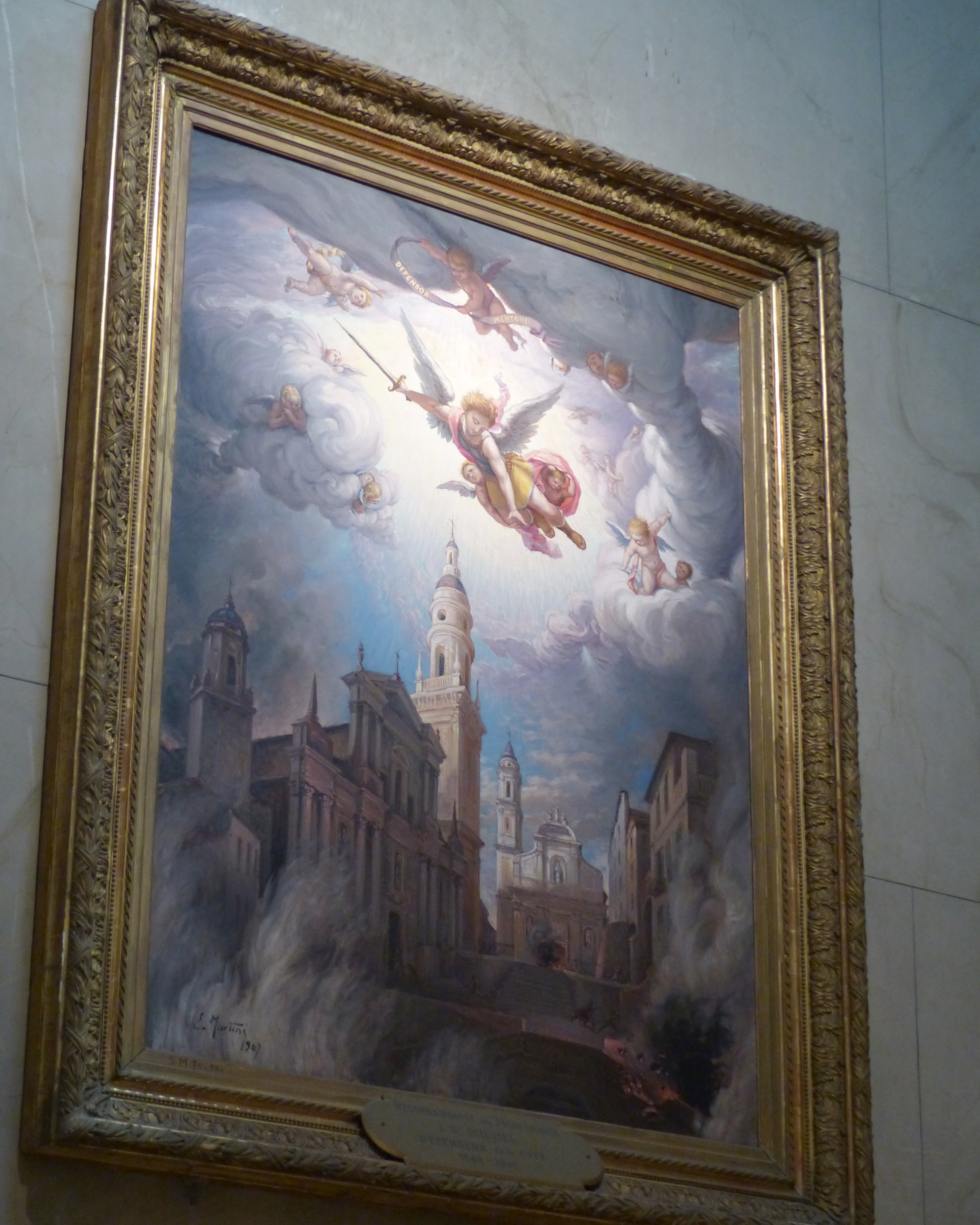
Defensor Mentoni

### Ange en armure, terrassant un dragon
Dans l'iconographie médiévale occidentale et durant les siècles suivants, Saint-Michel est représenté le plus souvent terrassant un dragon qui symbolise Satan, et non pas un simple démon.
D'après l'Apocalypse, en effet, le Dragon est l'un des noms de Satan : Ap. 12, 9 : « Ainsi fut culbuté le grand Dragon, le Serpent primitif, appelé Diable et Satan. » ; Ap. 20, 2 : « Je vis encore un ange descendre du ciel : il tenait à la main la clef de l'abîme et une grande chaîne. Il maîtrisa le Dragon, le serpent primitif, qui n'est autre que le diable et Satan. »
Si l'iconographie médiévale, dans ses représentations de Saint Michel, le représente le plus souvent terrassant le dragon, le dragon y représente Satan et cela n'a rien de commun avec les saints chasseurs de dragons comme Saint Georges, Saint Géry et d'autres.

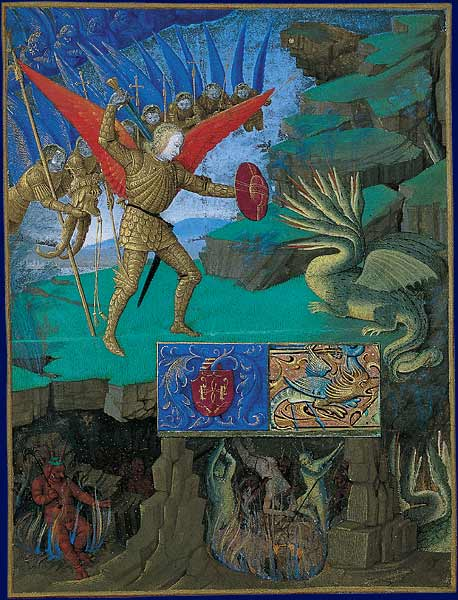
Livre d'heures d'Étienne Chevalier, enluminé par Jean Fouquet 1452 à 1460
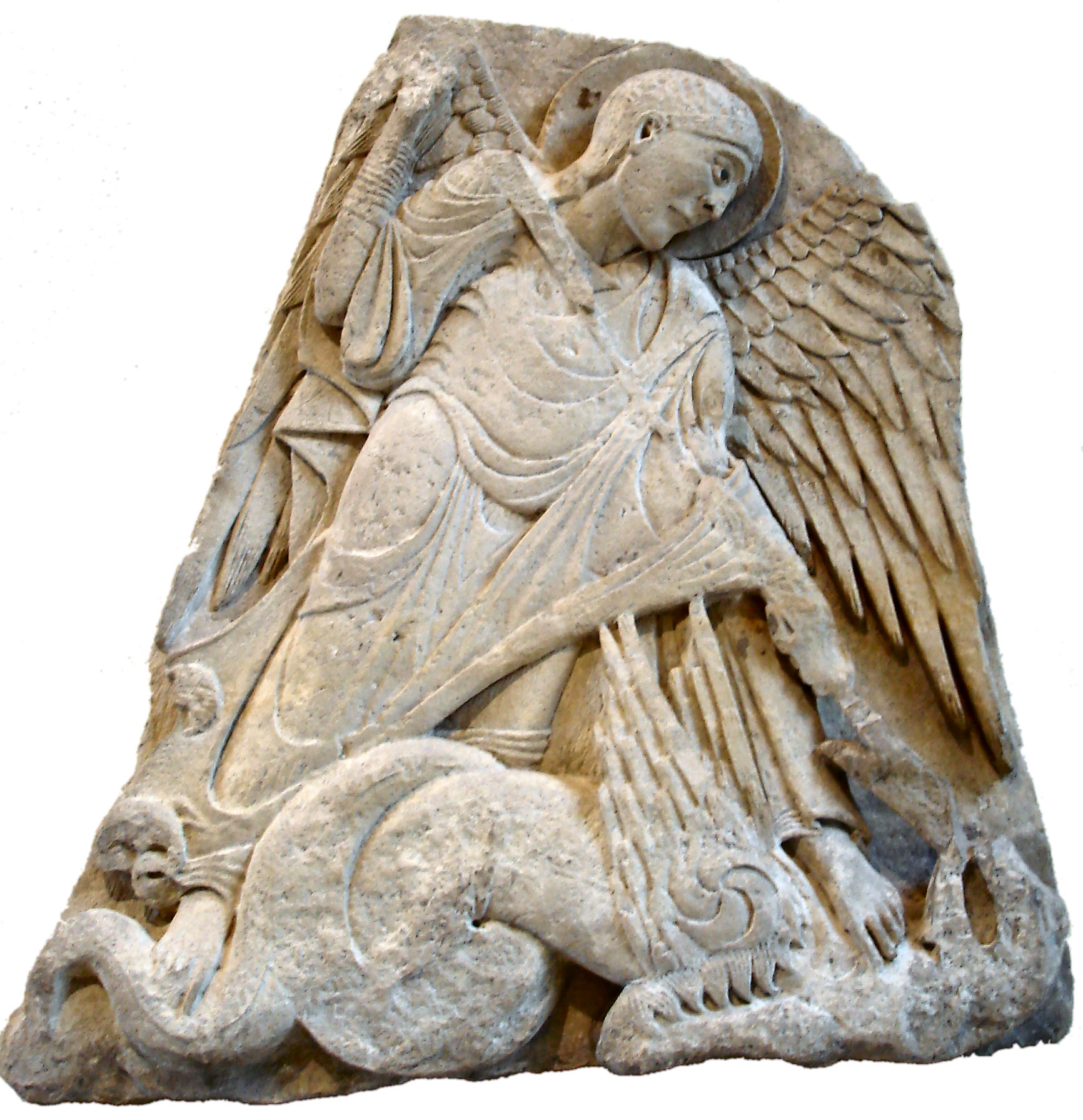
Musée du Louvre, XIIe siècle
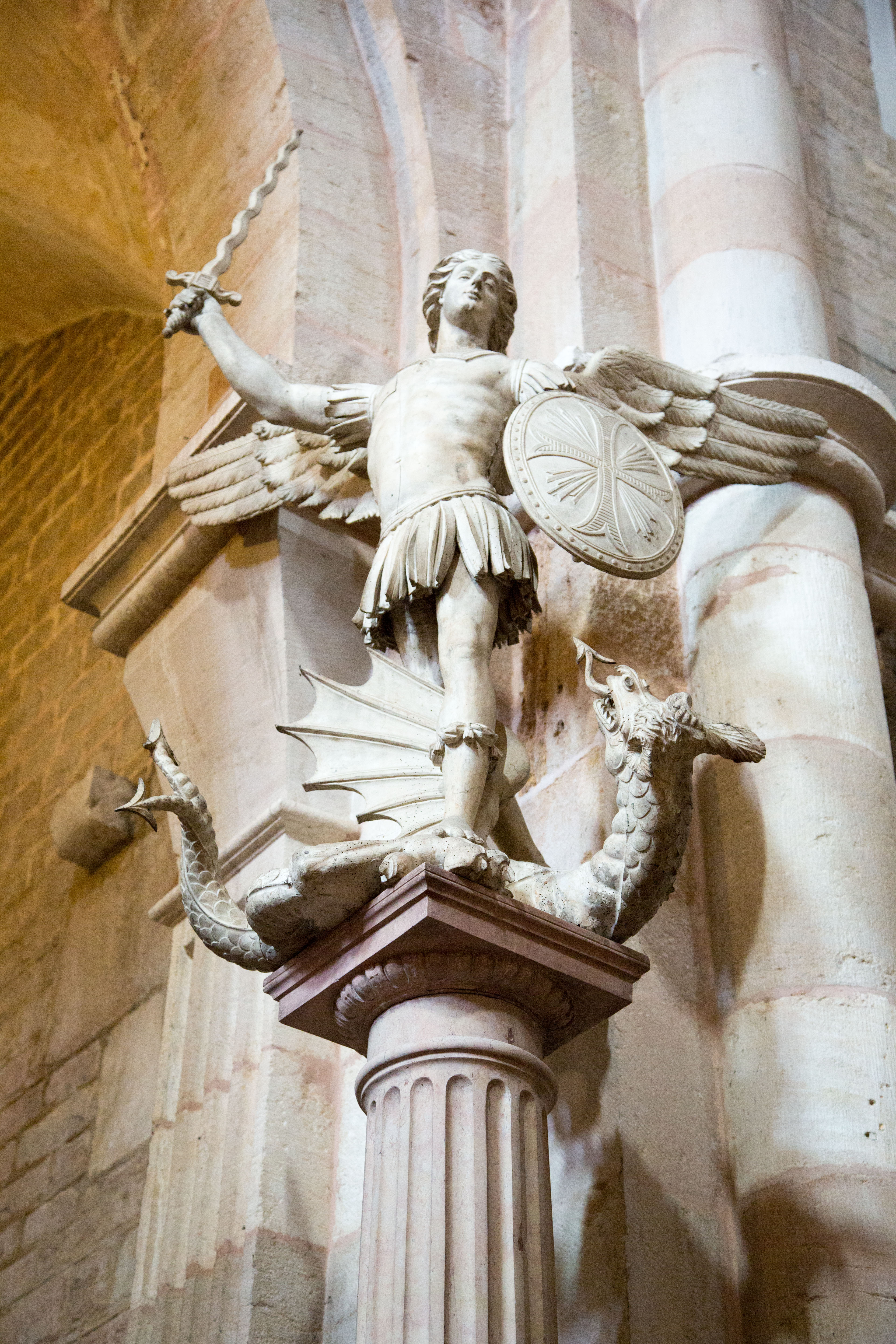
Basilique Notre-Dame de Beaune
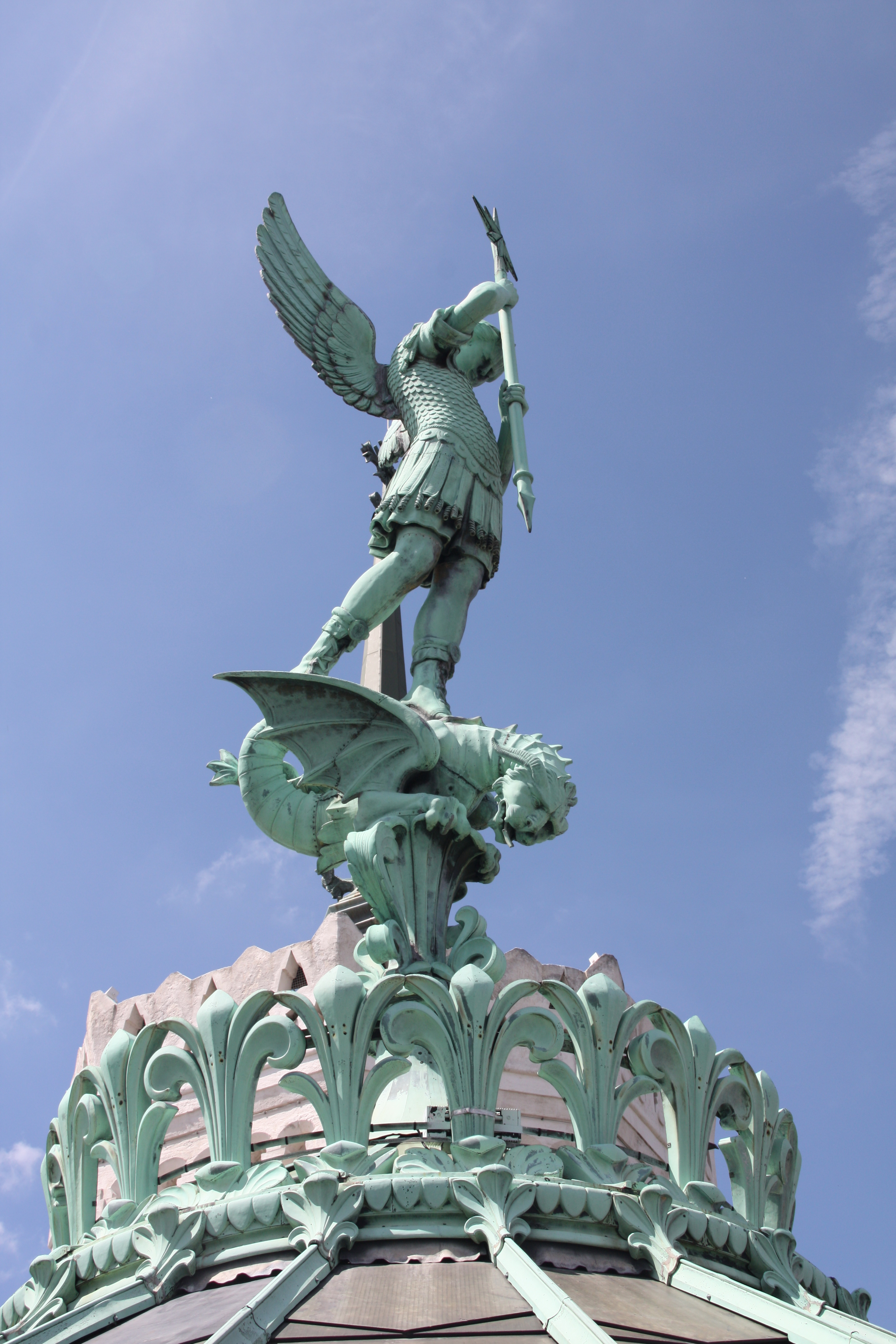
Basilique Notre-Dame de Fourvière, Lyon
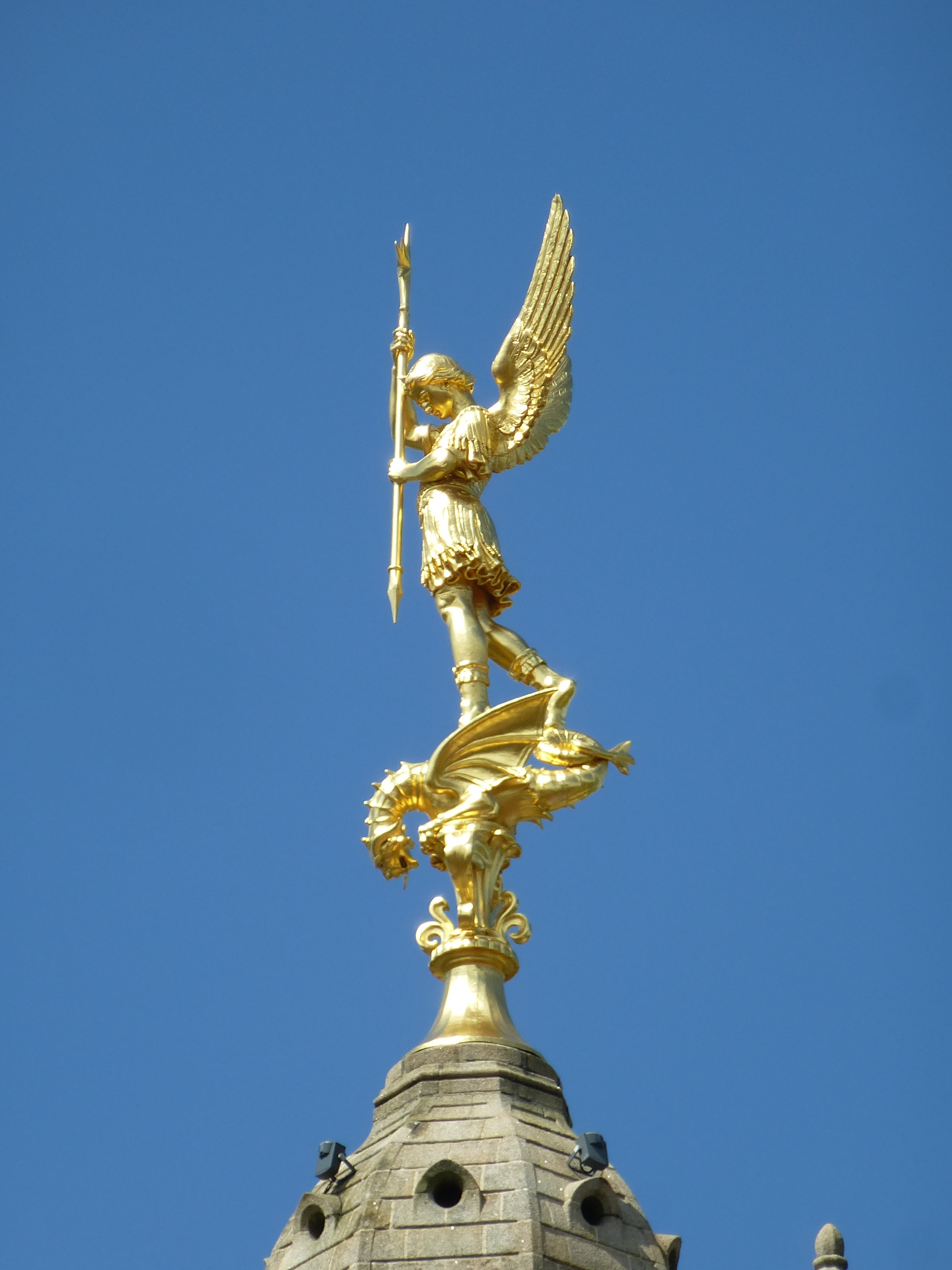
Saint-Michel-Mont-Mercure, Vendée
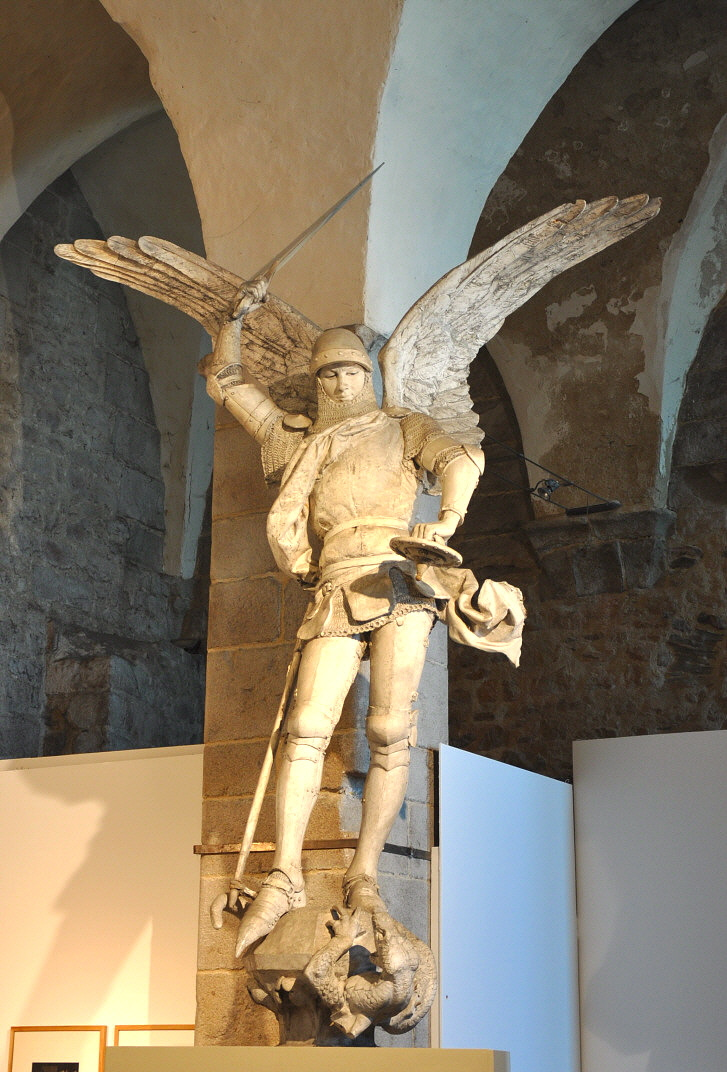
Le Mont-Saint-Michel
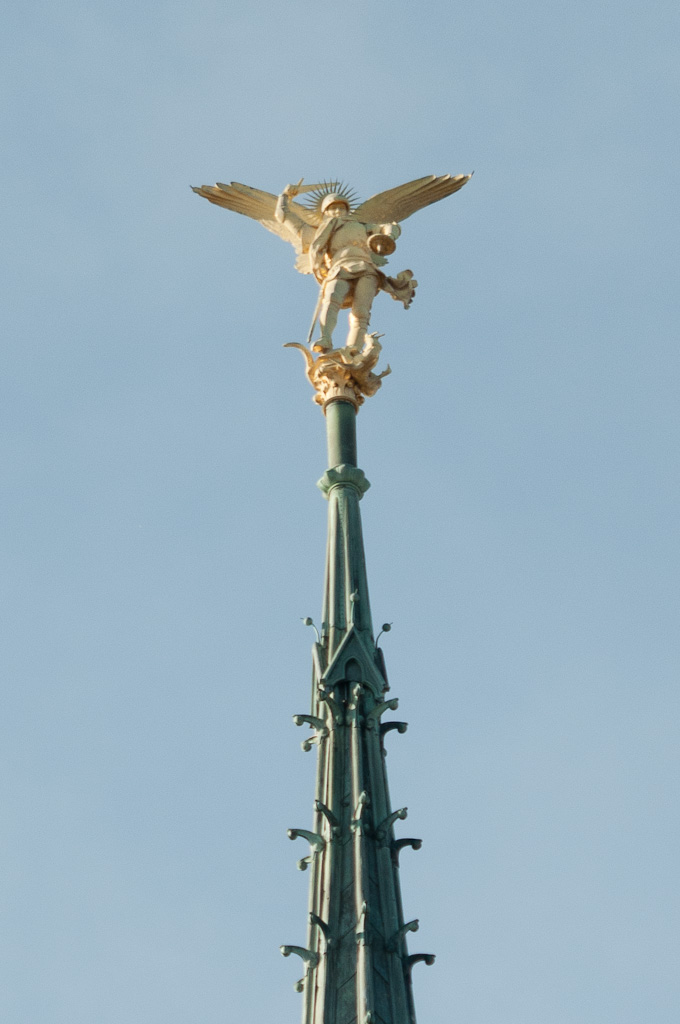
Flèche de l'Abbaye du Mont-Saint-Michel, par Emmanuel Frémiet, 1897
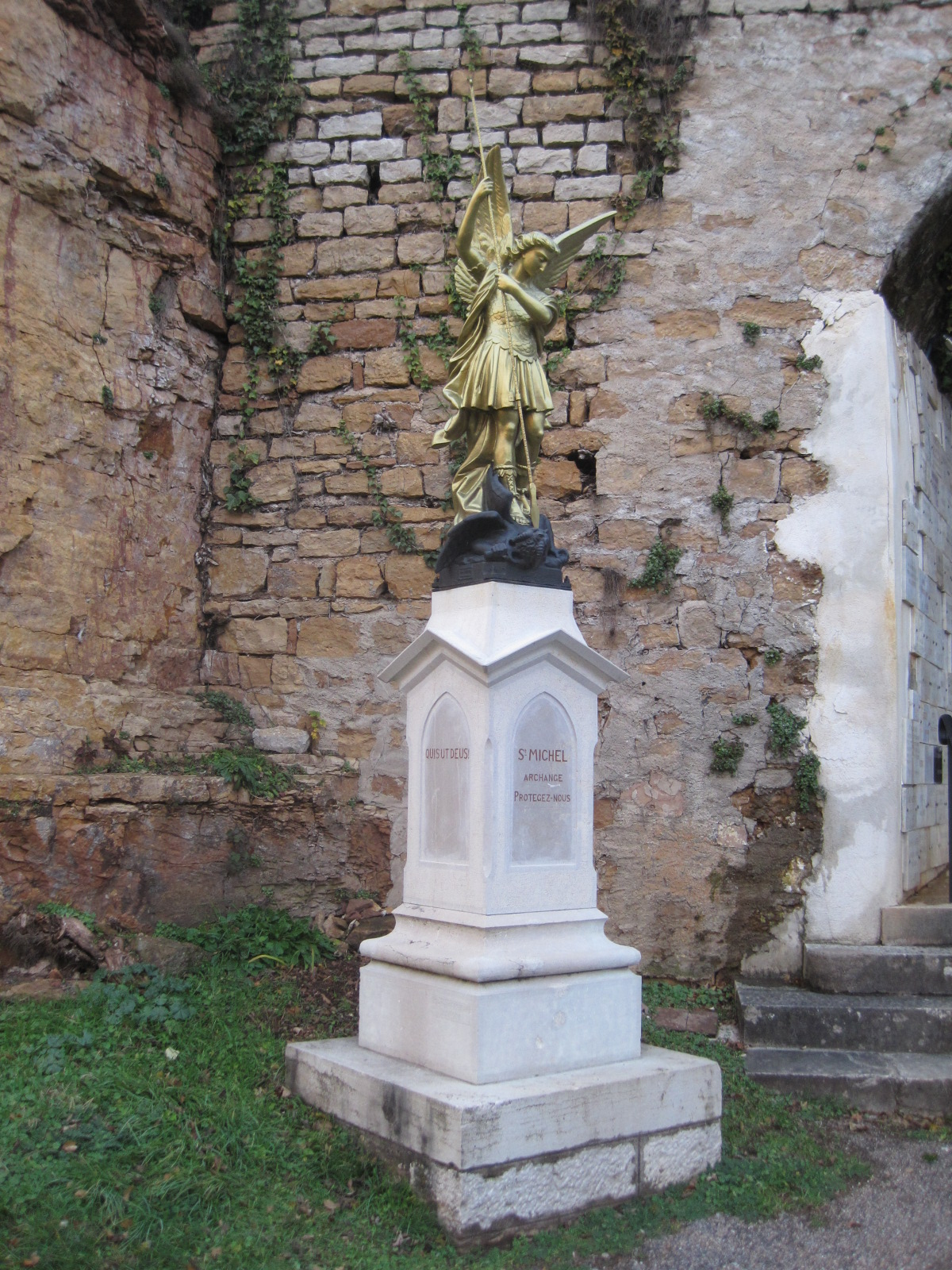
Chapelle Notre-Dame-de-la-Motte, Vesoul

### Ange terrassant une figure difforme et hideuse qui est Satan
Souvent, la figure sur laquelle se dresse l'archange a perdu sa forme de dragon et revêt celle, plus anthropomorphe, d'un être hideux avec quelques griffes et écailles rappelant le dragon. C'est le cas par exemple dans certaines icônes russes, dans les enluminures des Recognitiones de Saint Clément, un des plus anciens manuscrits du Mont Saint-Michel, ou pour le Saint-Michel de Bruxelles.
Ainsi, à Bruxelles, au sommet de la tour de l'hôtel de ville, la statue en cuivre de Saint-Michel représente, sous les pieds du saint, un être difforme anthropomorphe, avec une expression diabolique et des écailles, représentant Satan. À Coventry au Royaume-Uni, la statue moderne, sur la cathédrale, montre Saint-Michel avec Satan dans une forme humaine.

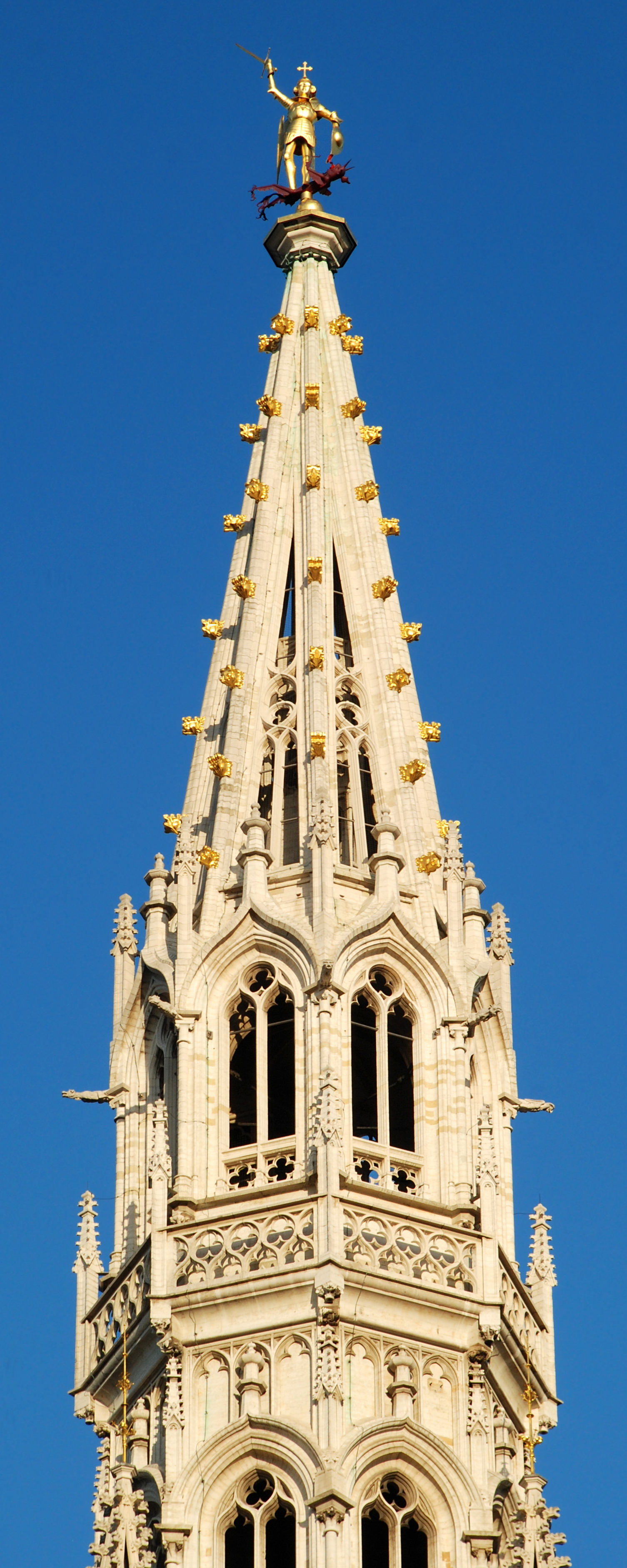
Hôtel de ville de Bruxelles.
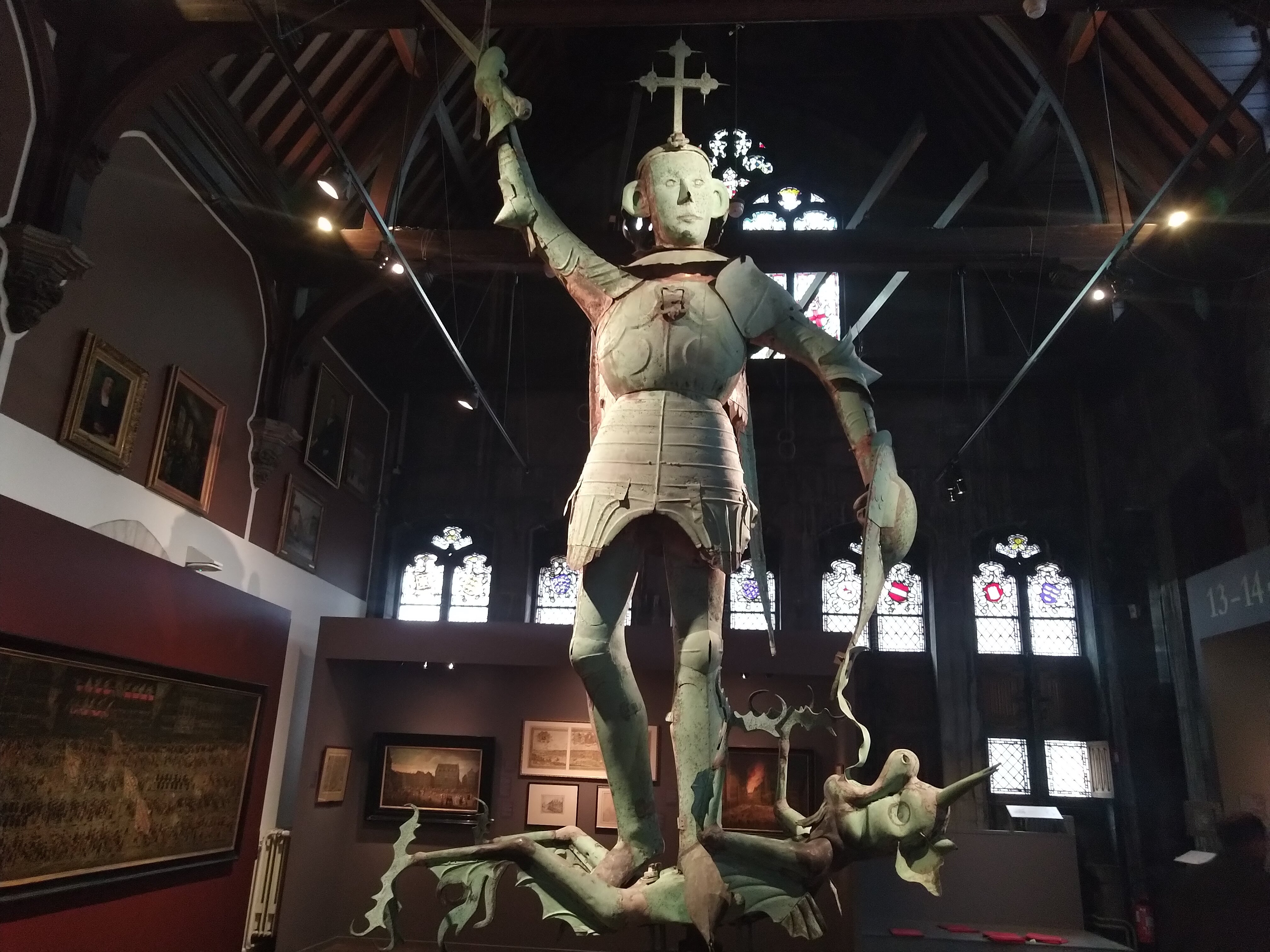
Statue originale de l'Hôtel de ville de Bruxelles datant de 1455.
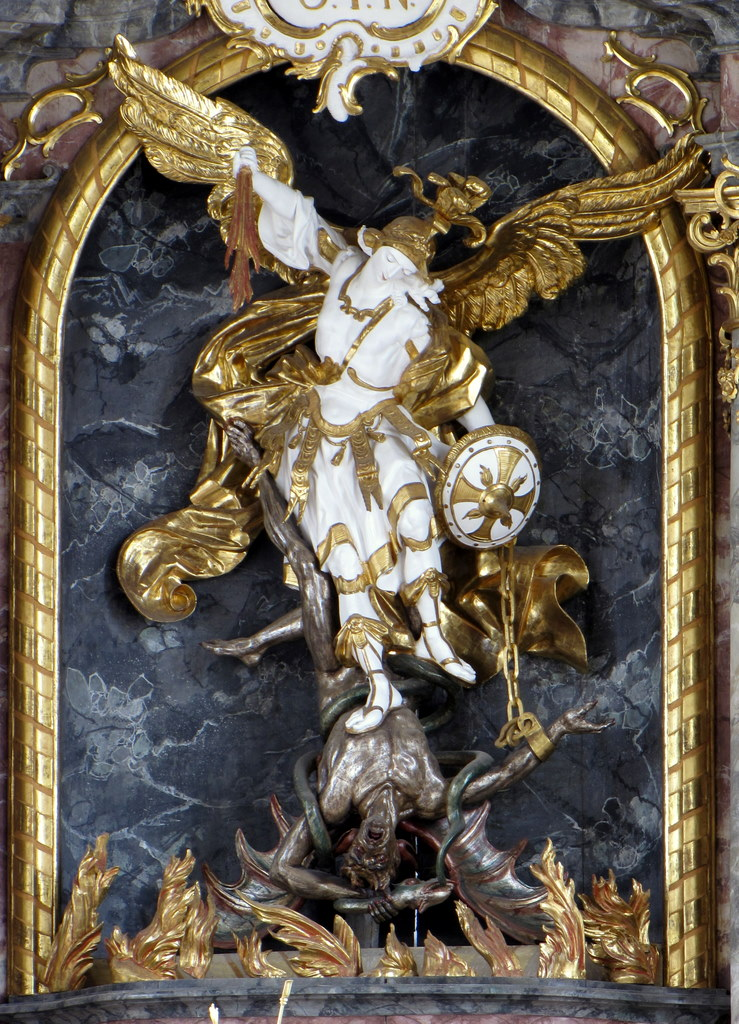
Église Saint-Michel de Denklingen, Allemagne.
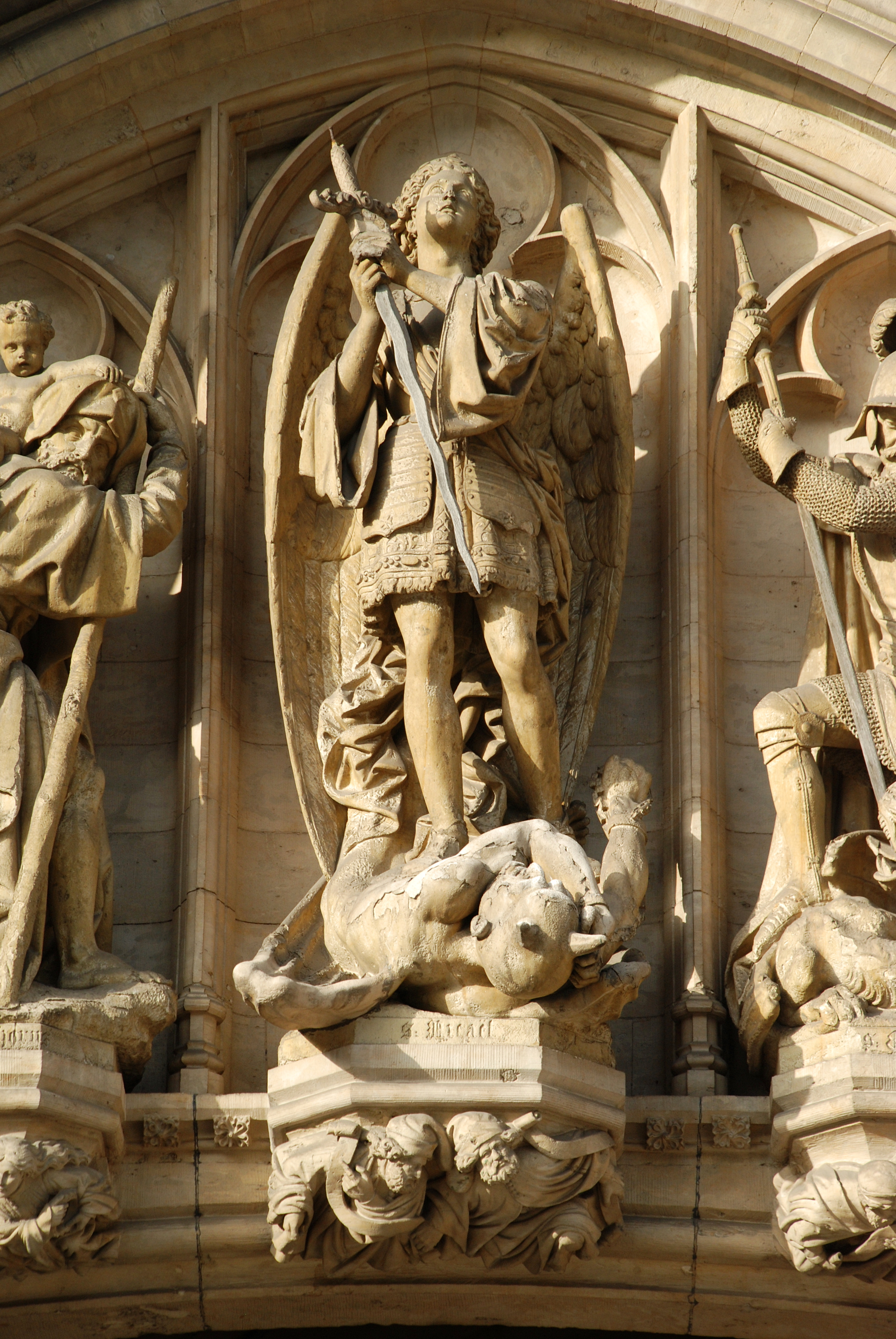
Hôtel de ville de Bruxelles, XIXe siècle.
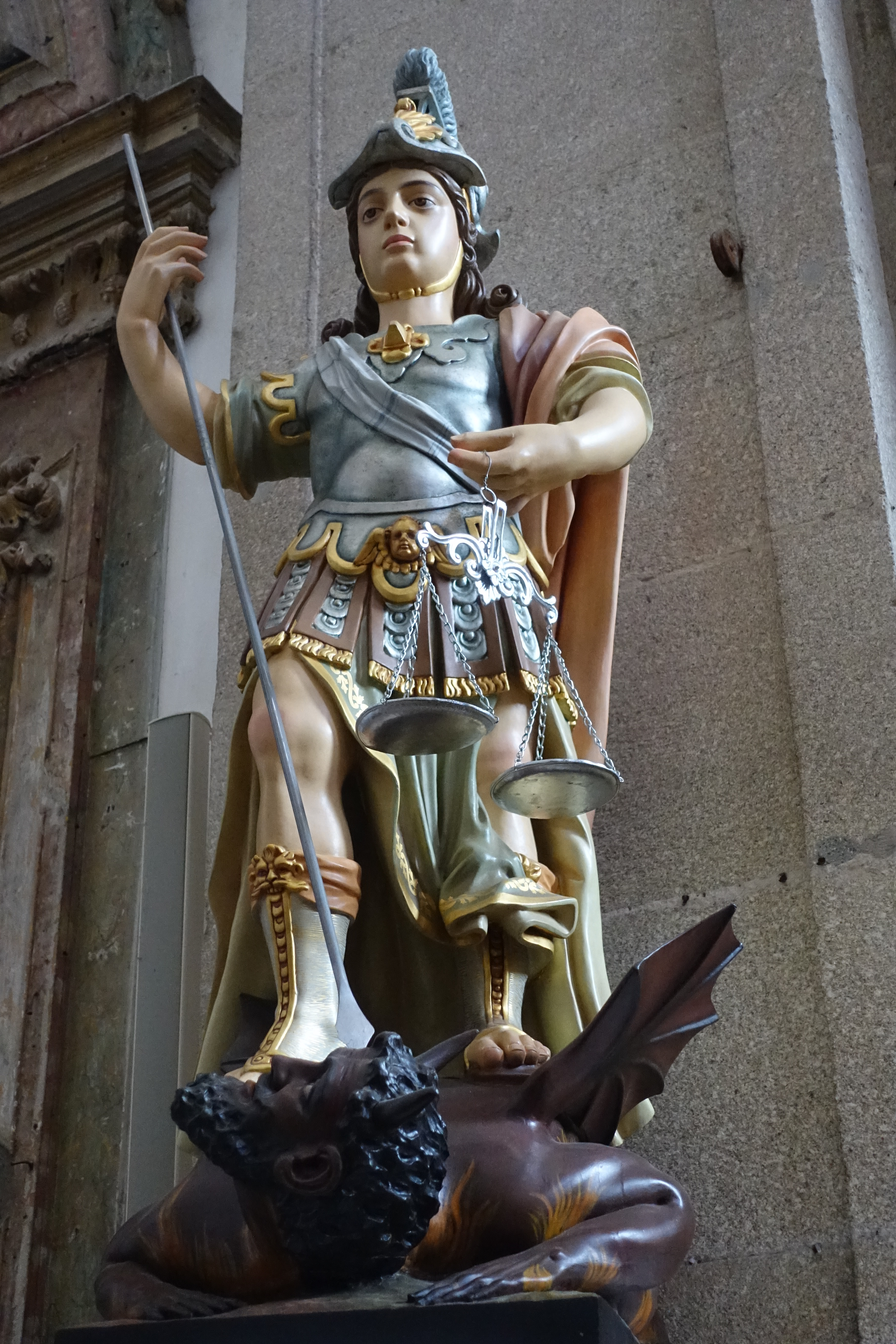
Monastère de Cabeceiras de Basto.
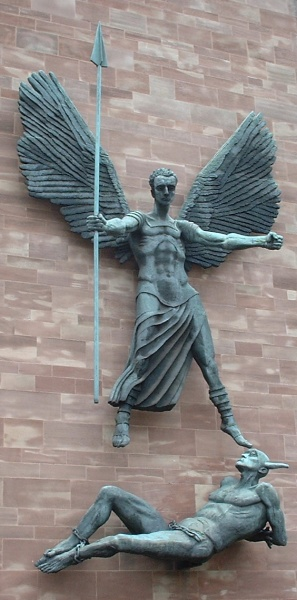
Cathédrale Saint-Michel de Coventry.
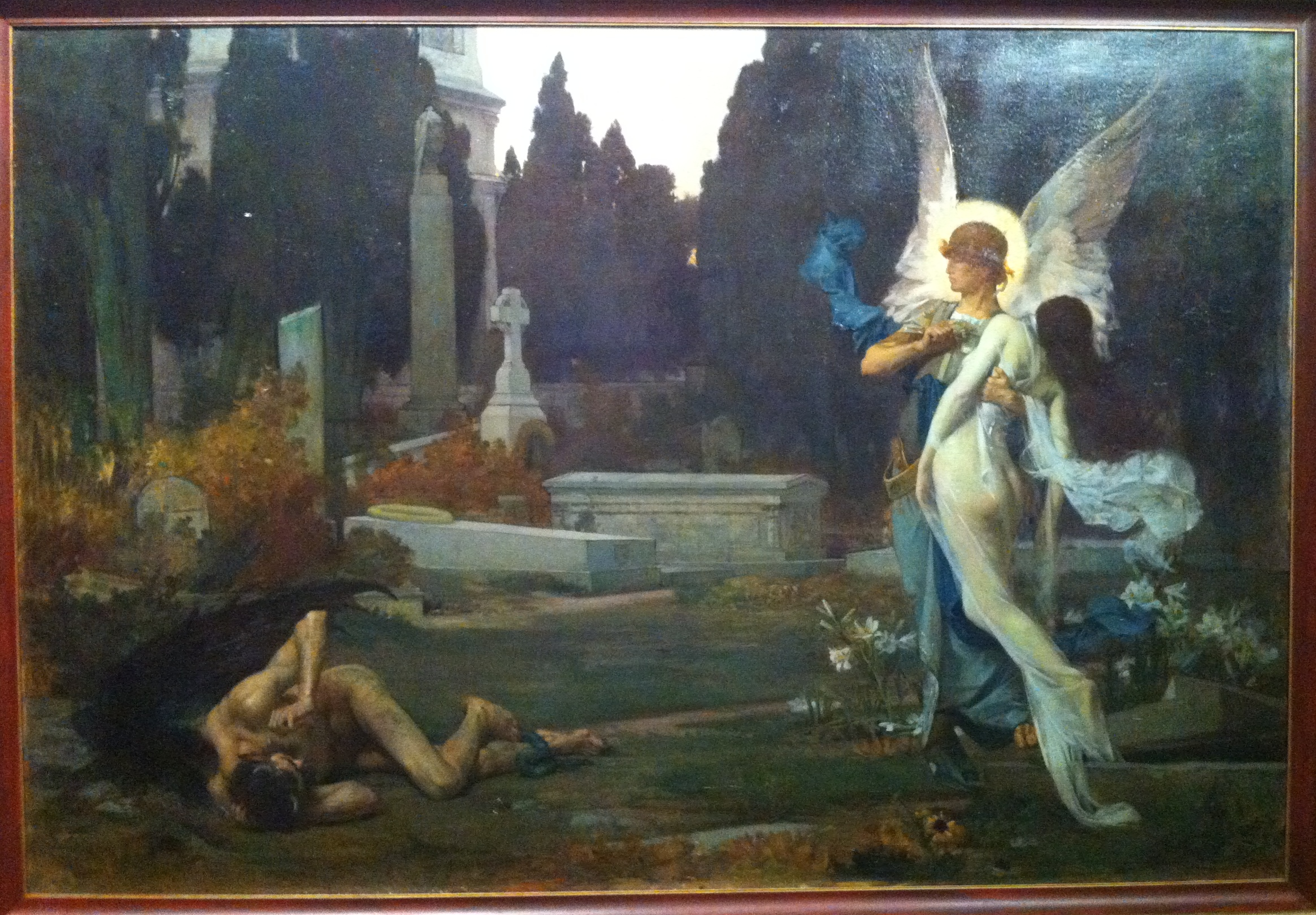
Musée Saint-Loup de Troyes par Etcheverry.

### Ange revêtu de l'himation ou pallium ou des habits militaires impériaux
L'archange Michel peut être représenté en vêtement de l'Antiquité, debout, revêtu d'une tunique ou chiton, drapé dans un himation ou pallium. Il est reconnaissable à ses ailes déployées et à sa lance souvent crucifère. Il est également souvent représenté en armure d'Empereur romain / Légion romaine, ou médiévale.

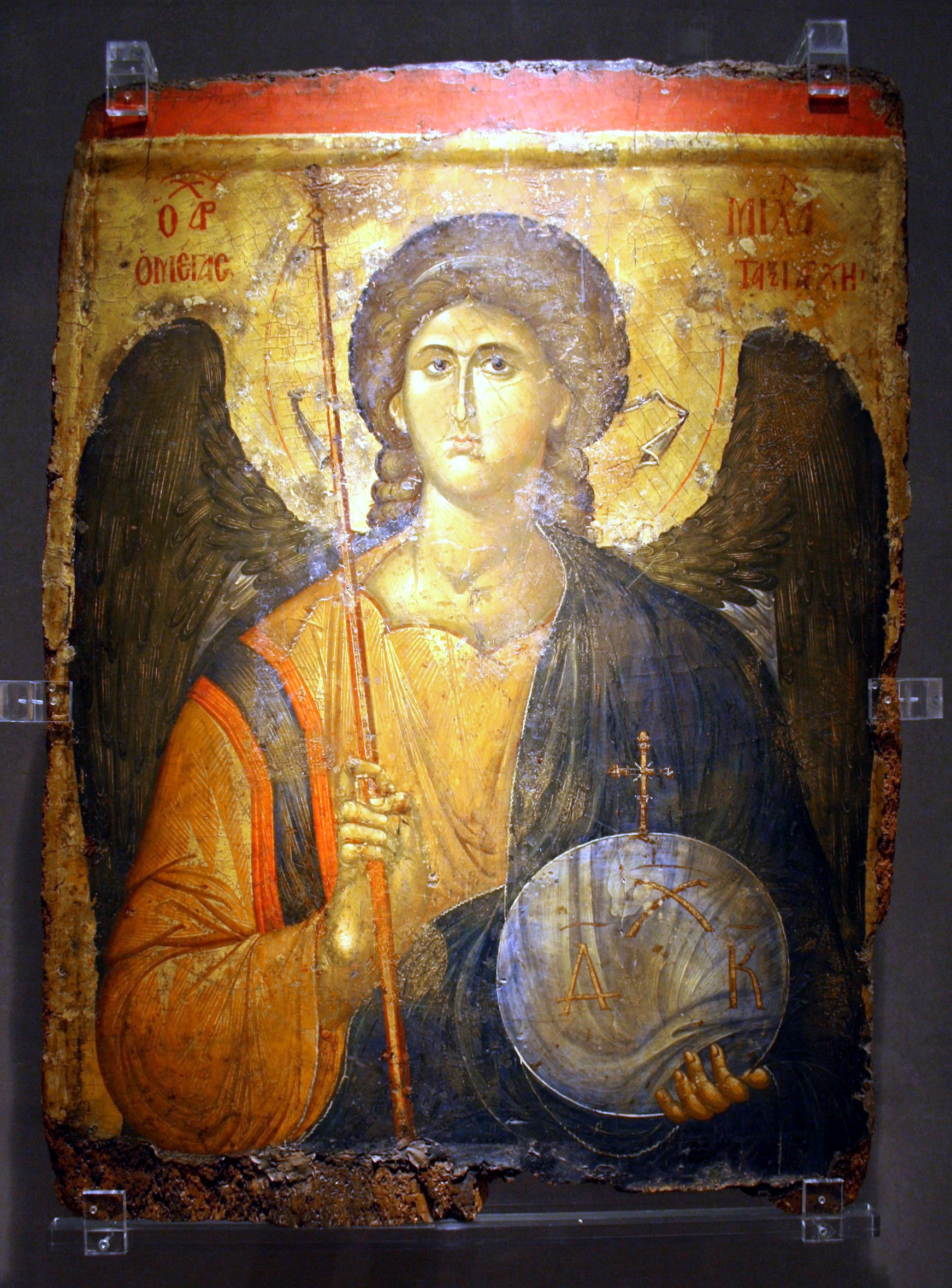
En himation, musée byzantin et chrétien d'Athènes
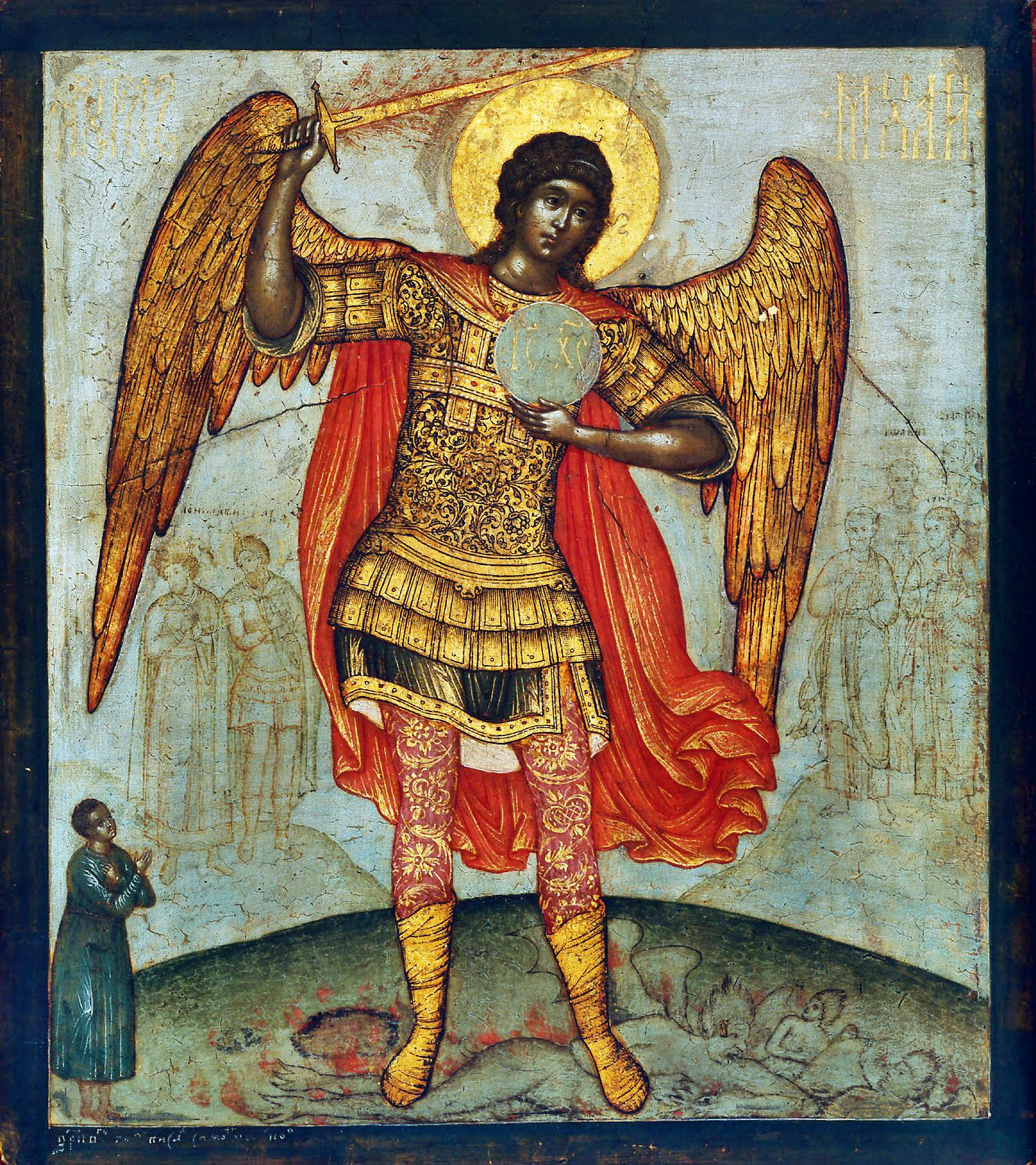
Galerie Tretiakov de Moscou
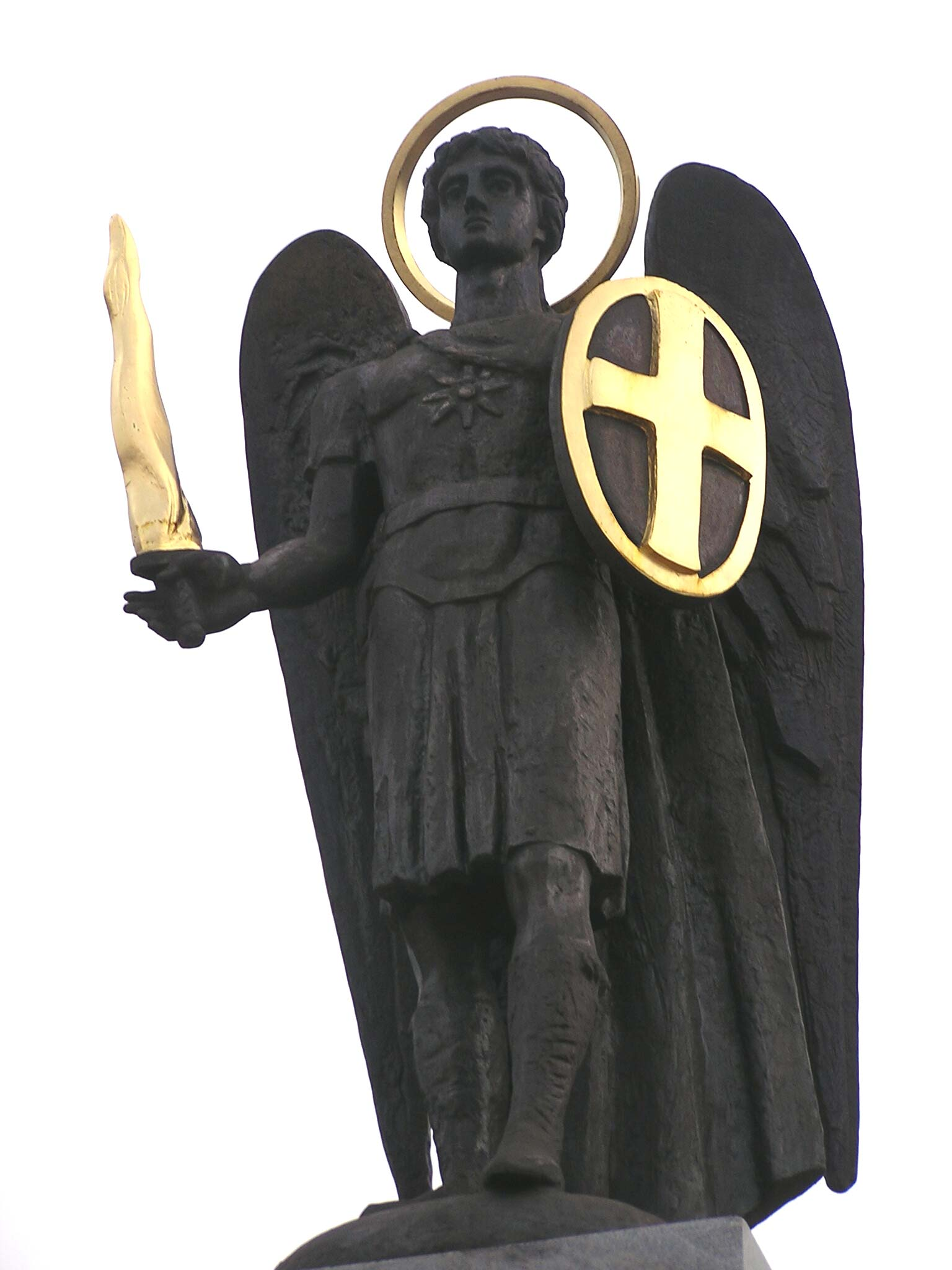
Cathédrale de la Transfiguration, Donetsk, Ukraine
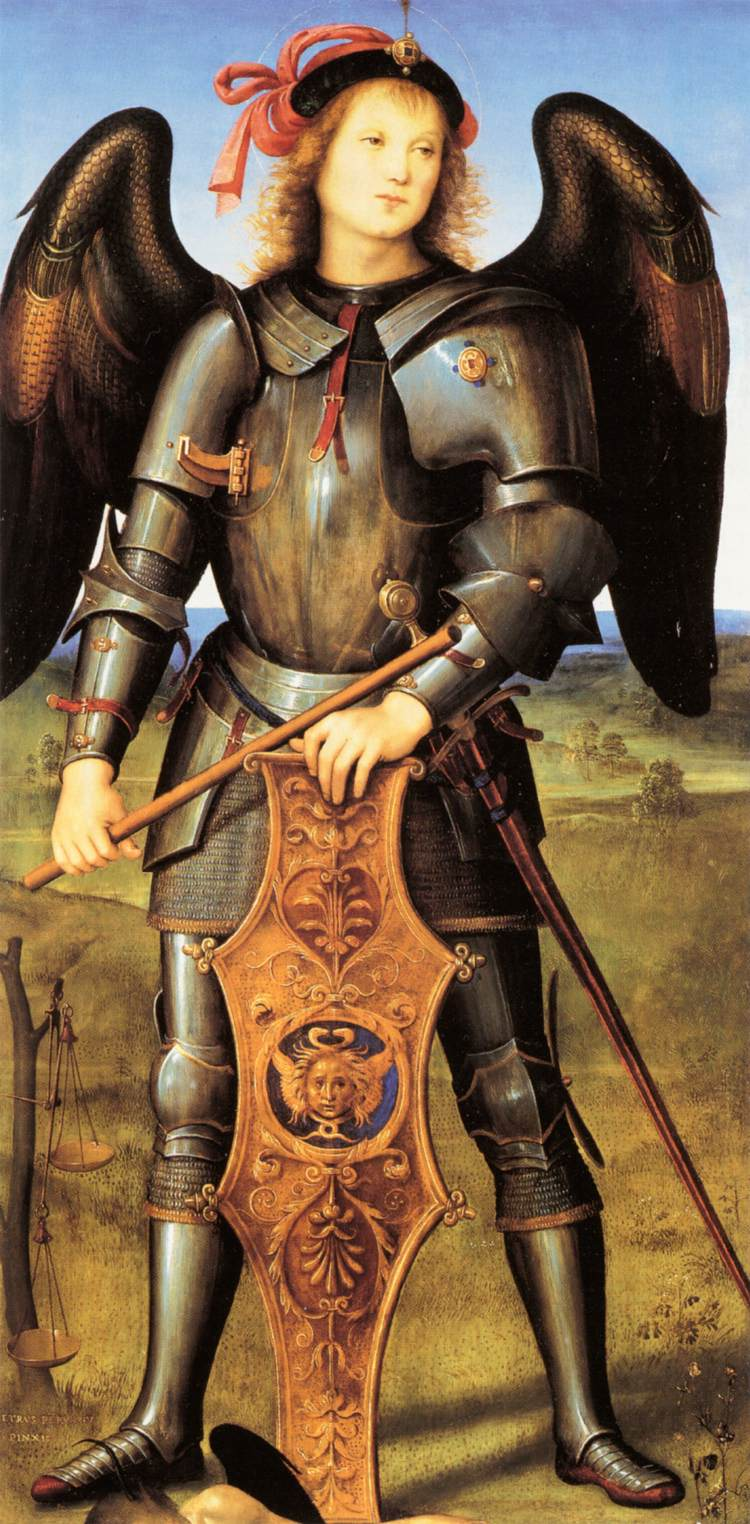
National Gallery de Londres, Le Pérugin

### Archange Michel dans l'héraldique et la sigillographie
Représentation de l'archange en héraldique, sceaux et phaléristique.

Grandes armoiries de Bruxelles, 1730
Grandes armoiries de Bruxelles
Armoiries de Kiev
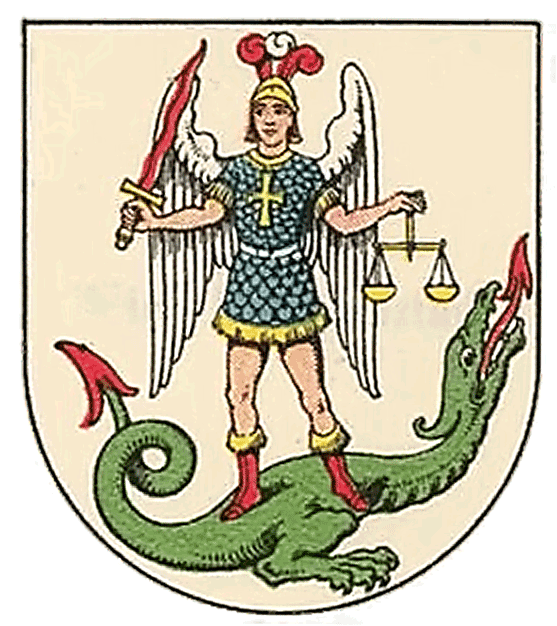
Armoiries de Heiligenstadt (Vienne)
Armoiries d'Arkhangelsk
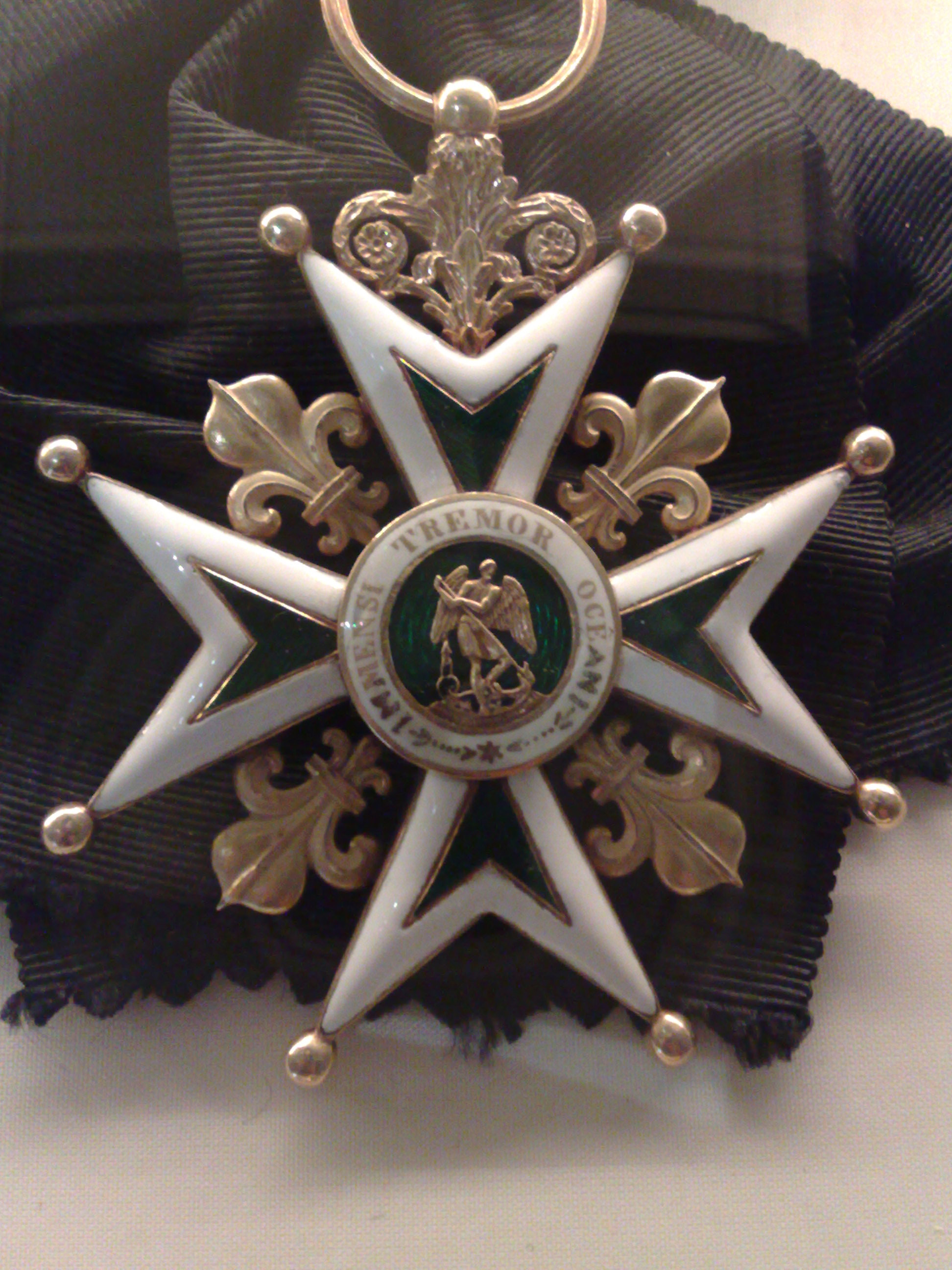
Médaille de l'Ordre de Saint-Michel
Blason de Menton

## Patronages

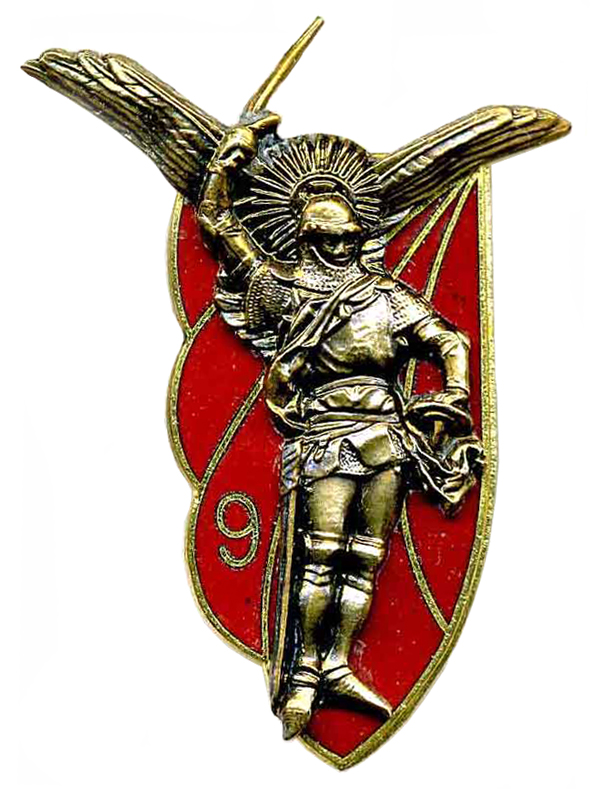
Insigne du 9e RCP

Saint Michel est le saint patron des Gaules, de la France, de l'Allemagne, de la Normandie, de la Cité du Vatican et des villes de Bruxelles, de Dumfries, de Kiev en Ukraine (monastère Saint-Michel-au-Dôme-d'Or), d'Arkhangelsk en Russie et de Menton (Alpes-Maritimes).
Il est aussi le saint patron de plusieurs corps de métiers, anciens comme les épiciers, les escrimeurs, les manœuvriers, les policiers, les soldats, les bateliers, les boulangers, les pâtissiers, les tonneliers, des manoeuvriers de marine, ou plus récents comme les parachutistes (il est d'ailleurs l'emblème du 9e régiment de chasseurs parachutistes, et son bras armé d'une épée se retrouve sur l'insigne de béret des troupes aéroportées françaises) et, plus généralement, des forces armées de l'air, comme les commandos parachutistes de l'air.
Cette tradition remonte à la Seconde Guerre mondiale lorsque l'aumônier militaire du 2e régiment des chasseurs parachutistes /4e régiment du spécial air service remit le 4 juin 1944 à chacun des hommes une petite médaille de saint Michel, en prévision de leur parachutage du 6 juin en Bretagne occupée. L'idée de placer tous les parachutistes sous le haut patronage de l'archange s'est par la suite imposée et la première Saint-Michel a été célébrée le 29 septembre 1949 en la cathédrale d'Hanoï (Viêt Nam) devant les hommes du 3e bataillon colonial de commandos parachutistes, du 1er régiment de chasseurs parachutistes et du 1er bataillon étranger de parachutistes.
Saint Michel fut très populaire parmi les Lombards d'Italie, qui découvrirent son sanctuaire au mont Gargano au VIe siècle lors de leurs incursions dans les Pouilles et qui le considéraient comme leur saint protecteur : leurs rois et princes illustraient souvent leurs monnaies à son effigie.

## Fêtes

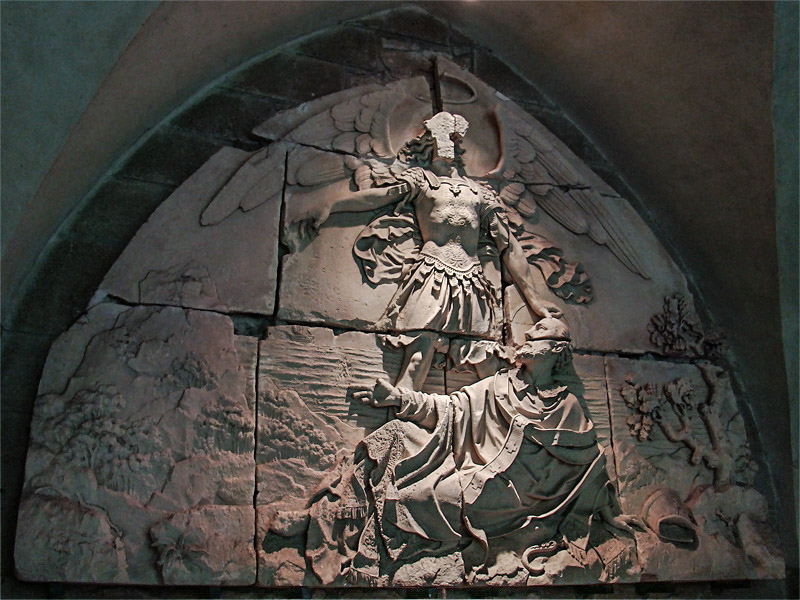
Le songe de saint Aubert d'Avranches.

Il est fêté avec les archanges Gabriel et Raphaël par l'Église latine, le 29 septembre.
Dans l'Église orthodoxe, le 8 novembre est la fête « des Archistratèges de la Milice Céleste, Michel et Gabriel, et des autres Puissances célestes et incorporelles ». L'Église orthodoxe célèbre aussi le 6 septembre le « Miracle de l'Archange Michel à Colosses »: Saint Michel sauve un saint personnage, Archippe, persécuté par des païens et réfugié dans une église dédiée à l'archange. Pour tuer Archippe, les païens déclenchent une grosse inondation en ouvrant les écluses du barrage sur un cours d'eau. Une vague déferlante menace d'engloutir l'église et son réfugié en prière, mais saint Michel la détourne, sauvant l'homme et le sanctuaire.
En Allemagne, la fête religieuse de la moisson tombe souvent à la Saint Michel. Jadis en France, le 29 septembre est la date à laquelle fermiers et métayers payaient leurs fermages après la récolte ; c'est aussi la date traditionnelle d'expiration des baux ruraux, d’où l'expression « à la Saint-Michel, tout le monde déménage. »
En Normandie, la fête des Normands est fêté autour du 29 septembre, appelé aussi Fête de la Saint-Michel. À Brest, la foire Saint-Michel est un événement annuel très fréquenté, qui préexistait à Saint-Renan, une commune voisine : en 1681, une patente de Louis XIV transfère cette foire de Saint-Renan à Brest.
Dans le passé le 8 mai on célébrait aussi l'apparition de l'archange Michel au pape saint Grégoire Ier le Grand en 590. La grande peste ravage Rome, des processions de pénitence et de rogations sont organisées dans toute la ville et saint Michel apparaît au pape et aux Romains à la fin d'une de ces processions, au sommet du château du mausolée d'Hadrien, remettant son épée au fourreau, montrant par la fin de l'épidémie que leurs prières sont exaucées. Pour commémorer l'événement, on édifie une chapelle et une statue de l'archange au sommet de la forteresse qui prend alors l'appellation de château Saint-Ange. Ce même jour on célébrait la mémoire de l'apparition, vers 493, de saint Michel au Mont Gargan dans les Pouilles, sous le pape Gélase 1er. Cette fête a été supprimée dans la révision du calendrier romain général de 1960. Il existe aussi localement une fête de saint Michel le 16 octobre, fête de la « manifestation de saint Michel au mont Tombe » (le mont Saint-Michel).

## Tropaires et prières à saint Michel
Dans la confession catholique, plusieurs prières (et non pas une seule) sont destinées à saint Michel. Ces suppliques diffèrent en fonction de l'intention, c'est-à-dire qu'elles dépendent de la nature de la demande du croyant priant lorsque ce dernier implore l'intercession de l'archange. Saint Michel est ainsi appelé au secours en étant explicitement placé dans l'un ou l'autre des nombreux rôles qu'il est censé jouer, dans telle ou telle des multiples fonctions qu'il est appelé à assumer.
Ainsi, la prière catholique générale à saint Michel archange, celle que récite le chrétien catholique pour solliciter l'intervention de saint Michel archange en ce qu'il est, premièrement, celui qui instruit sur la foi en Dieu, soit le chemin à suivre en vue du salut de l'âme (référence à la lumière, synonyme du Bien, antonyme du Mal), en second lieu, celui qui protège préventivement (notamment en cachant sous ses ailes protectrices les personnes qui s'en remettent à lui, les rendant pour ainsi dire invisibles à l'ennemi, c'est-à-dire à Satan et ses suppôts) ou, enfin, celui qui, face à toute adversité, contre toute forme d'atteinte à leur intégrité, aussi bien morale que physique, combat à la tête des milices célestes en faveur de ses protégés (référence à son épée, à son armure militaire dans l'iconographie)[réf. nécessaire].
Jusqu'à l'an 1965 une prière à saint Michel, introduite par le pape Léon XIII en 1884, était prononcée après la messe basse :
« Saint Michel archange,
défendez-nous dans le combat ;
soyez notre secours contre la malice et les embûches du démon.
Que Dieu lui fasse sentir son empire, nous vous en supplions.
Et vous, prince de la milice céleste,
repoussez en enfer, par la force divine,
Satan et les autres esprits mauvais qui rôdent dans le monde
en vue de perdre les âmes. Amen. ».
Elle n'a été jamais incluse dans le Missel romain,,.
Abel-Anastase Germain, évêque de Coutances et d'Avranches de 1876 à 1897, a composé une prière à saint Michel, qui se trouve exposée sur l'autel dédié à l'archange en l'Église Notre-Dame-des-Champs d'Avranches dans la Manche en Normandie : « Ô grand Prince du Ciel, gardien très fidèle de l'Église, Saint Michel Archange ; je vous choisis aujourd'hui pour mon protecteur et mon avocat particulier et je me propose fermement de vous honorer toujours et de vous faire honorer de tout mon pouvoir. Assistez-moi pendant toute ma vie afin que jamais je n'offense les yeux très purs de Dieu. Défendez-moi contre les tentations du démon et à l'heure de la mort, obtenez paix à mon âme et introduisez-moi dans l'éternelle patrie. Ainsi soit-il ! ».
Les Litanies de saint Michel et tropaires de saint Michel sont populaires dans cette tradition religieuse.
Un hymne à saint Michel, composé dans les années 50, est chanté et joué par les régiments parachutistes de l'armée française lors de la fête de leur saint patron, tous les 29 septembre.

## Dictons et cri de ralliement relatifs à saint Michel
- « À la Saint-Michel la neige est au ciel ; à la Saint-Luc elle est au sud ; à la Toussaint elle descend ; à la Saint-Martin ouvre la porte elle est ici. »
- « À la Saint-Michel regarde le ciel, s'il se baigne l'aile, il pleut jusqu'à Noël » ou « Pluie de Saint-Michel sans orage, d'un hiver clément est le présage. »
- « À la Saint-Michel, départ d'hirondelles » ou « Les hirondelles à la Saint-Michel, l'hiver s'en vient après Noël. »
- « À la Saint-Michel, la chaleur remonte au ciel » ou « Saint-Michel emporte le goûter au ciel, Saint-Mathias (24 février) le redescend. »
- « Bise à la Saint-Michel, octobre sec » ou « Quand le vent est au nord le jour de la Saint-Michel, le mois d'octobre est au sec. »
- « De Saint-Michel à la Toussaint, laboure grand train », « Entre Saint-Michel et Saint-François (4 octobre), prends ta vendange quelle qu'elle soit », « À la Saint-Michel, cueille ton fruit tel quel. » et « Autant de jours le lys fleurit avant la Saint-Jean, autant de jours on vendangera avant la Saint-Michel »
- « Pour la Saint-Michel, goûte ton miel » et « À la Saint-Michel sème ton seigle. »
- « De Sainte-Croix (14 septembre) à la Saint-Michel, la pluie va dévaler du ciel » ou « Toutes les pluies perdues sont à la Saint-Michel rendues. »
- « S'il fait beau à la Saint-Gilles, cela durera jusqu'à la Saint-Michel. »
- « Les beaux jours de Saint-Michel sont l'été de Saint-Michel. »
- « Telle Toussaint, tel Noël, tel jour de Saint-Michel, Pâques au pareil[54]. »
- « Et par saint Michel, vive les paras ! », conclusion de l'homélie prononcée en 1948 par le Père Jego, aumônier des troupes aéroportées, lors d'une messe devant un bataillon parachutiste en partance pour l'Indochine[41], devenue depuis cri de ralliement.

## Culture

### Curiosité

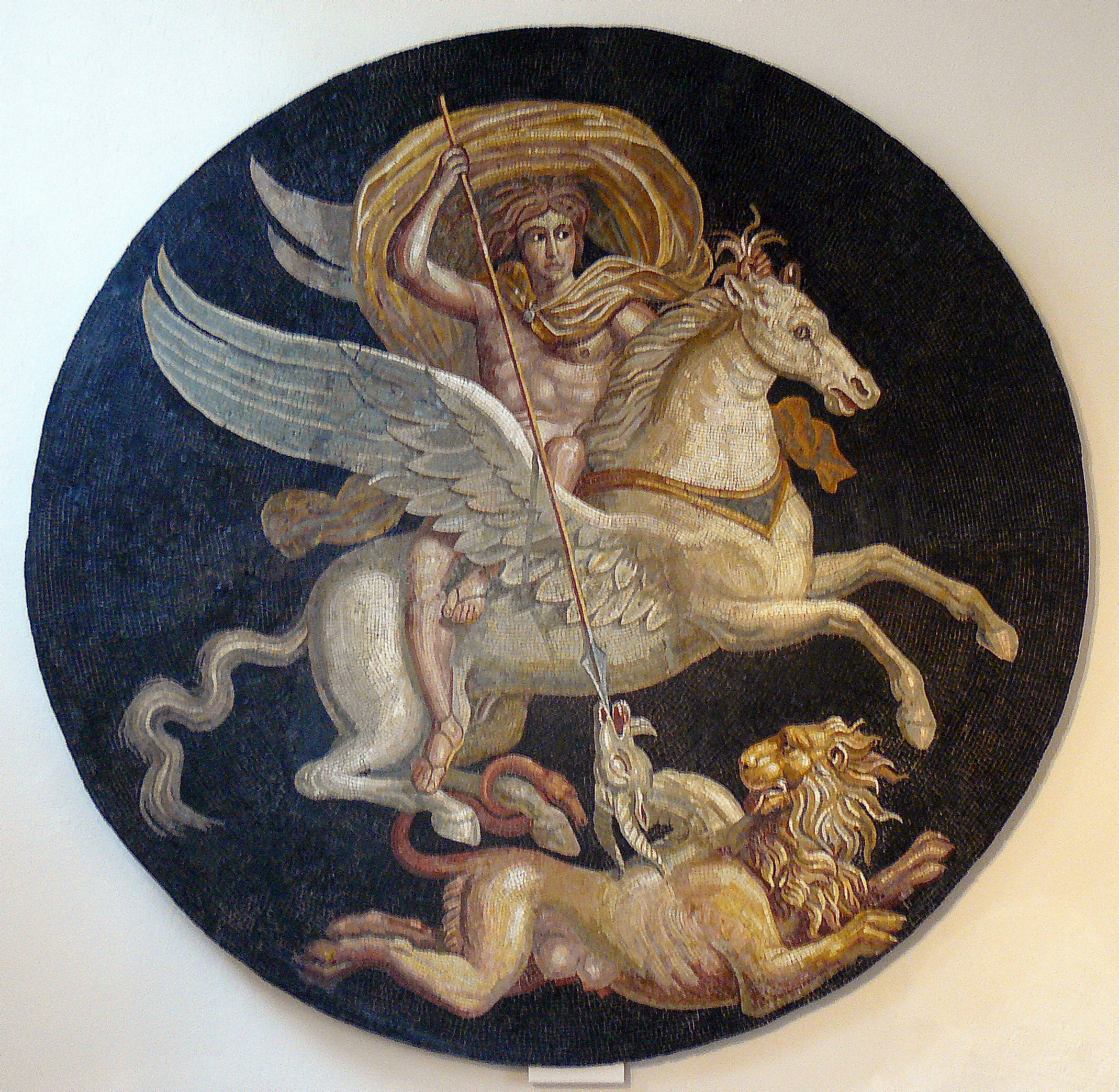
Le Bellerophon d'Autun.

L'iconographie de Saint Michel terrassant le dragon peut être analogiquement mise en relation avec celle de Bellérophon, divinité antique. Une inspiration généalogique ?

### Patrimoine culturel immatériel
Depuis mars 2020, « les pratiques d'itinérance et de pérégrination au Mont-Saint-Michel » en Normandie sont inscrites à l'inventaire national du patrimoine culturel immatériel  de la France en vue d'une candidature d'inscription sur la liste du patrimoine culturel immatériel de l'humanité.

### Cinéma
- Il est le personnage principal du film américain Michael (titre québécois : L'Archange) de la réalisatrice Nora Ephron, sorti le 25 décembre 1996 aux États-Unis, où il est interprété par John Travolta[58].
- Dans le thriller américain Légion du réalisateur Scott Charles Stewart sorti à Hollywood le 21 janvier 2010, il s'est donné pour mission de sauver l'humanité contre laquelle Dieu a envoyé une légion d'anges exterminateurs. Il y est interprété par l'acteur britannique Paul Bettany[59].
- Dans la série télévisée Supernatural, il est censé combattre Lucifer en prenant un humain (Dean Winchester) comme véhicule.
- Dans la série télévisée Dominion, l'archange est interprété par l'acteur Tom Wisdom[60].
- Il est nommé dans le film Ghost Rider comme ayant chassé les Latents du Paradis.
- Il est présent dans le manga High School DxD, il est l'être suprême du Paradis depuis la mort de Dieu lors de la dernière Grande Guerre.
- Dans le film La Belle et la Bête des Studios Disney, "Saint-Michel terrassant le dragon" est représenté au sommet de la plus haute tour du château du prince, sous la forme d'une statue en or, avant la malédiction lancée par l'enchanteresse, et après le sort brisé.
- L'archange Michaël apparaît dans la mini-série Good Omens aux côtés de Gabriel, Uriel et Sandalphon. Il est interprété par Doon MacKichan (en).
- Dans la saison 5 de la série télévisée Lucifer, l'Archange se nomme Michaël et est le frère jumeau de Lucifer Morningstar. Il est donc interprété par Tom Ellis.
- Dans la série télévisée The Good Place, un démon repenti aide 4 humains condamnés aux enfers à s'améliorer pour être admis au paradis. Cet ancien démon qui se faisait passer pour un ange finira par contribuer au salut des âmes de toute l'humanité, et s'appelle Michaël.
- Au générique de fin de Black Flies, il est cité dans les remerciements par le réalisateur Jean-Stéphane Sauvaire.

### Musique
- Marc-Antoine Charpentier a composé une Histoire sacrée: Praelium Michaelis Archangeli factum in coelo cum dracone H 410, pour solistes, double chœur, cordes, et basse continue en 1683.
- Il est la figure centrale de l'opéra Donnerstag aus Licht de Karlheinz Stockhausen, premier opéra de son cycle Licht: die sieben Tage der Woche.

### Art culinaire
- Il est représenté sur les galettes au beurre de la Biscuiterie Saint-Michel, entreprise familiale normande implantée à Saint-Senier-sous-Avranches dans la Baie du Mont-Saint-Michel.